# Liste von Persönlichkeiten der Stadt Cincinnati
Die folgende Übersicht enthält in Cincinnati (Ohio) geborene Persönlichkeiten mit einem Wikipediaeintrag:

## Liste

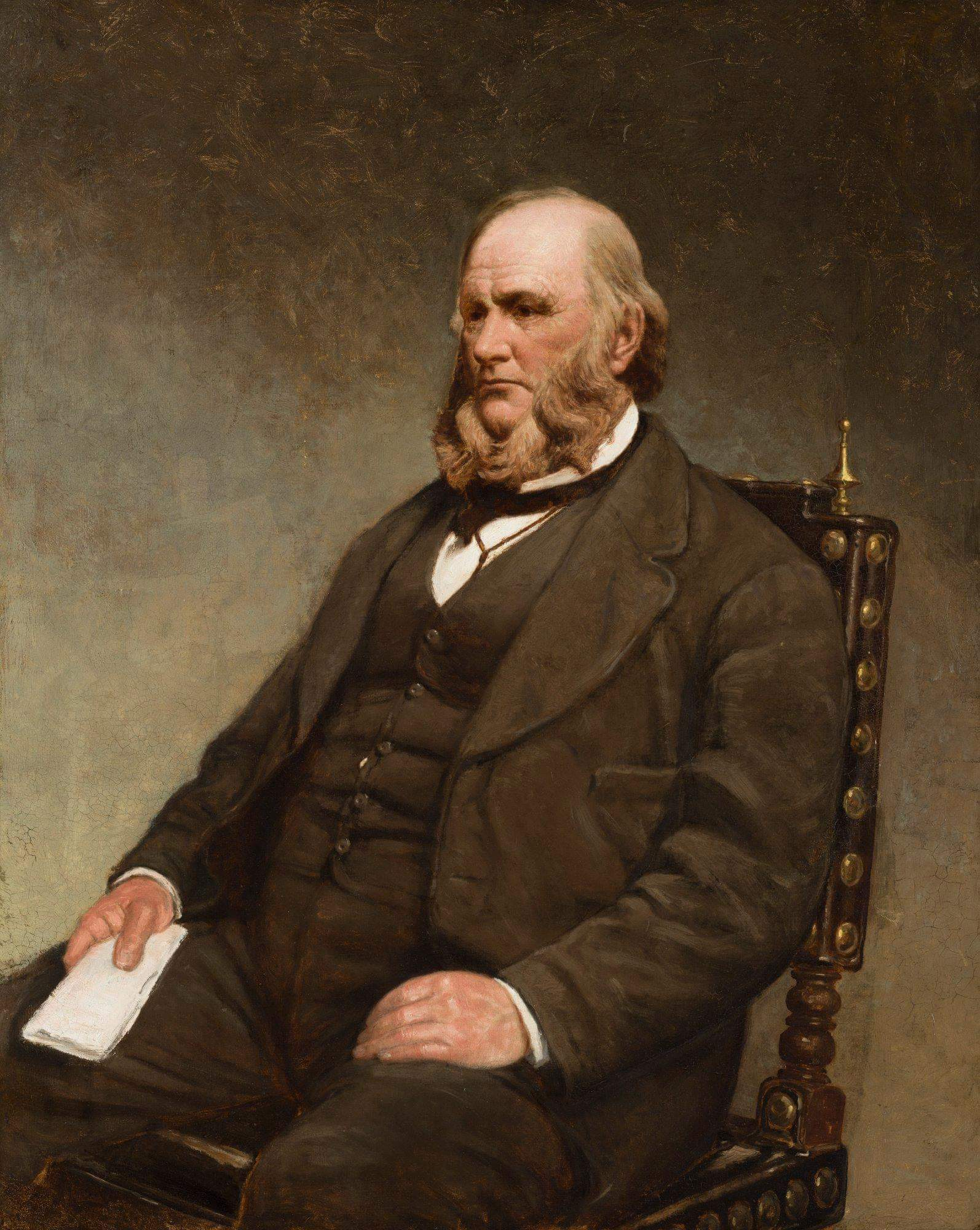
Joseph Longworth
(1813–1883)

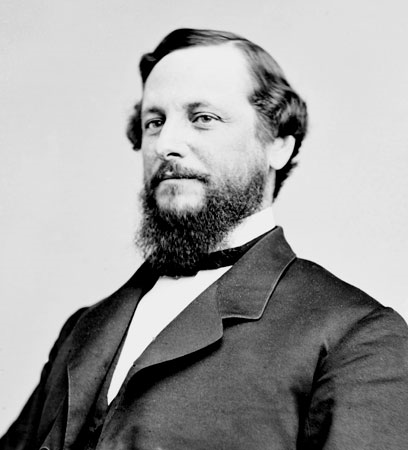
George H. Pendleton
(1825–1889)

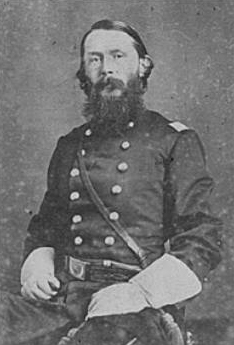
William Haines Lytle
(1826–1863)

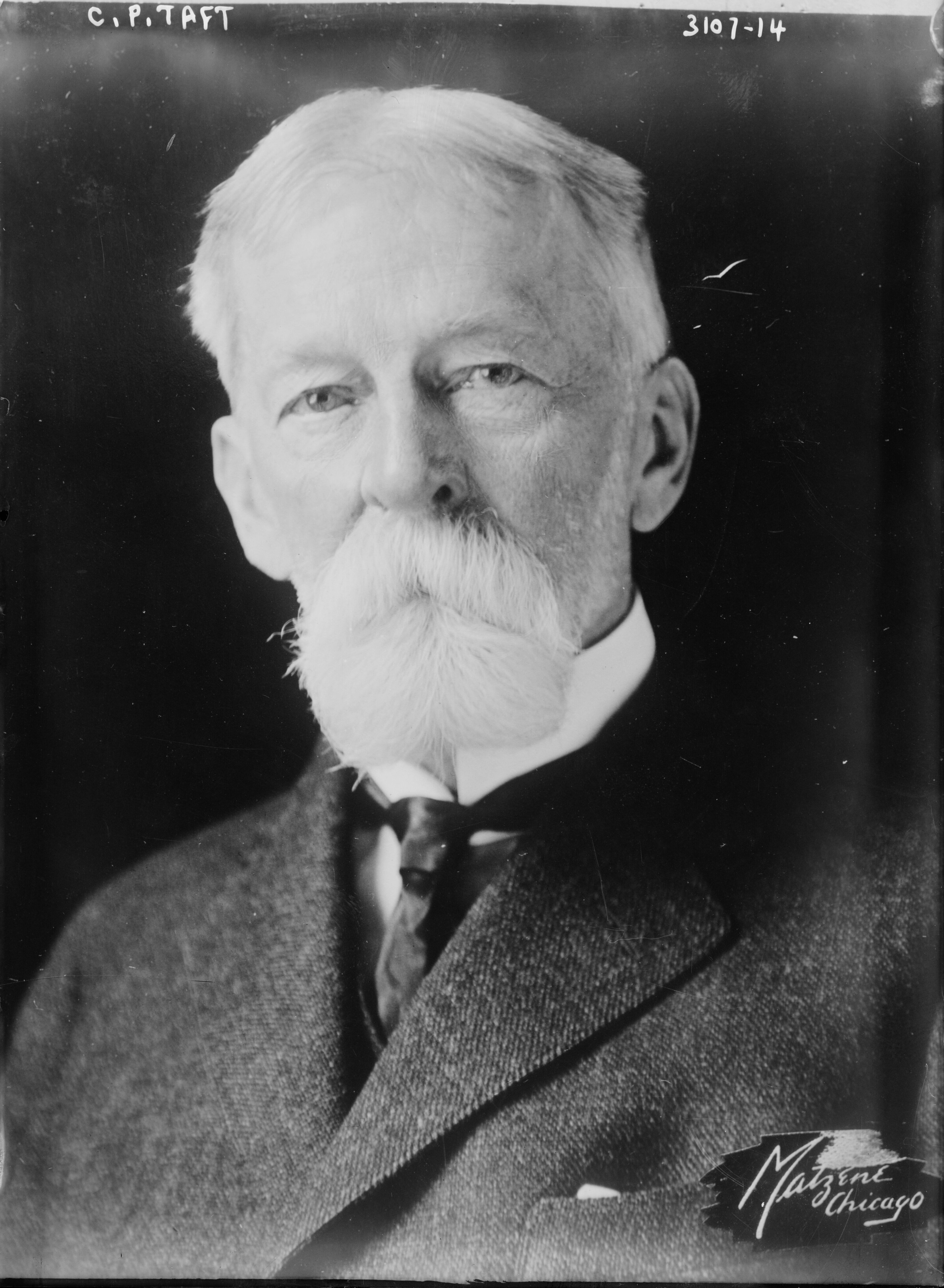
Charles Phelps Taft
(1843–1929)

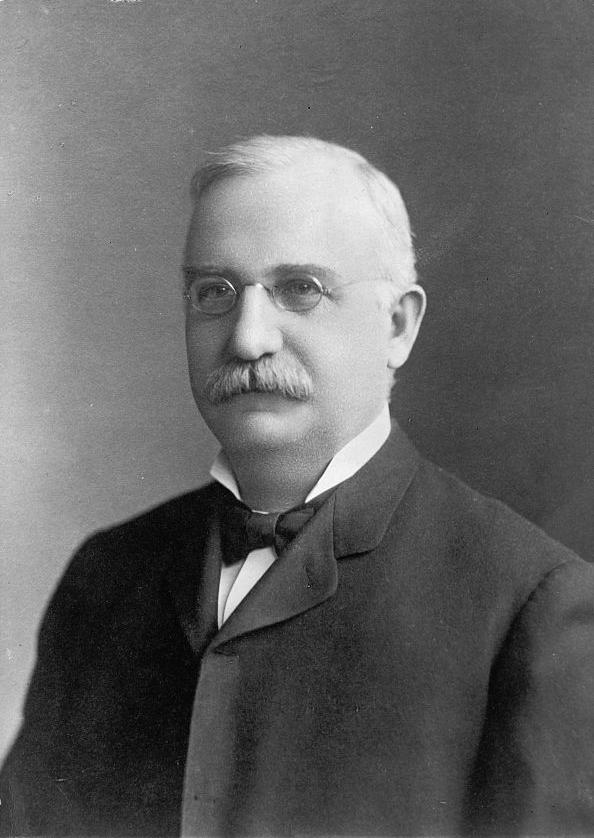
Herman P. Goebel
(1853–1930)

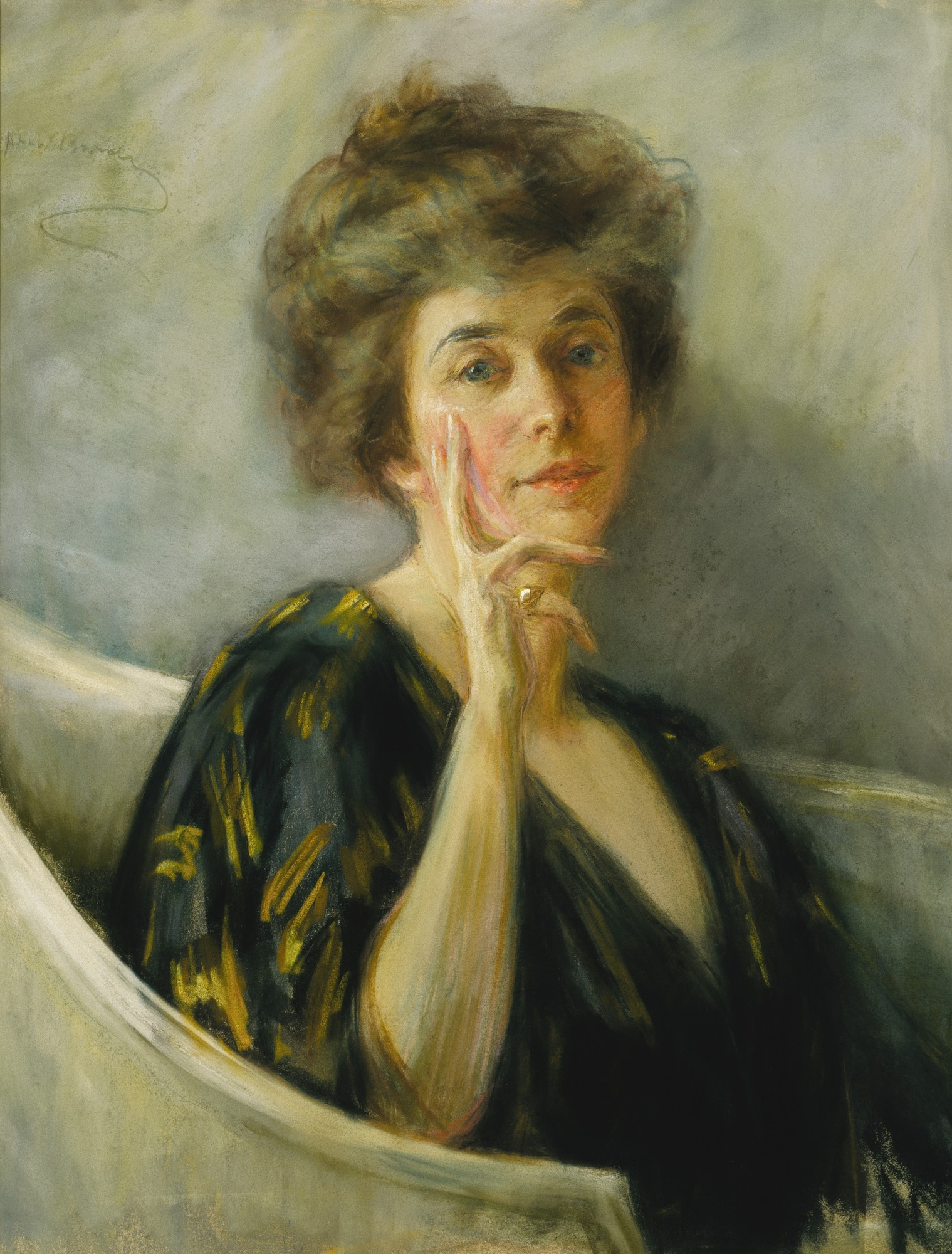
Alice Pike Barney
(1857–1931)

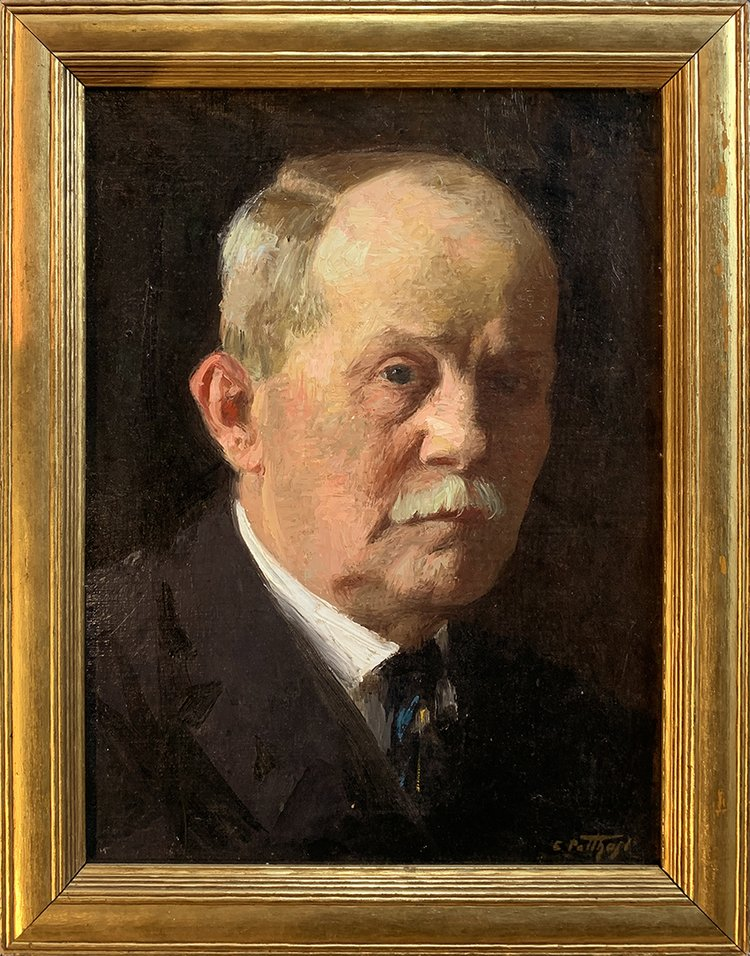
Edward Potthast
(1857–1927)

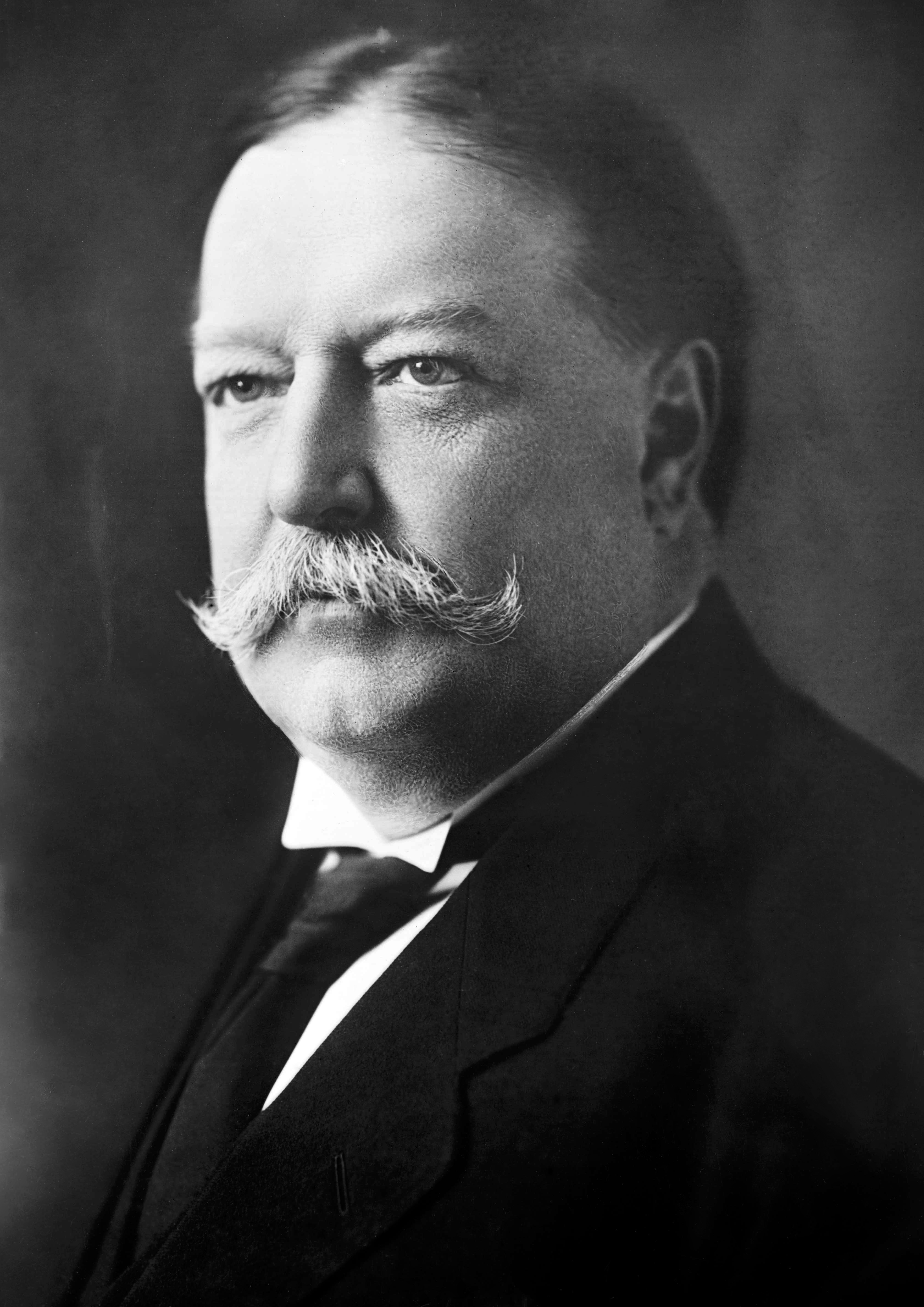
William Howard Taft
(1857–1930)

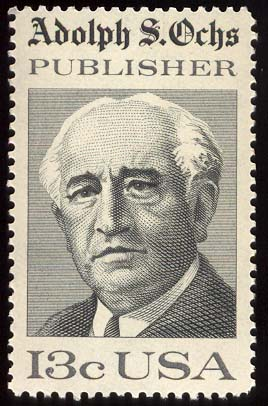
Adolph Ochs
(1858–1935)

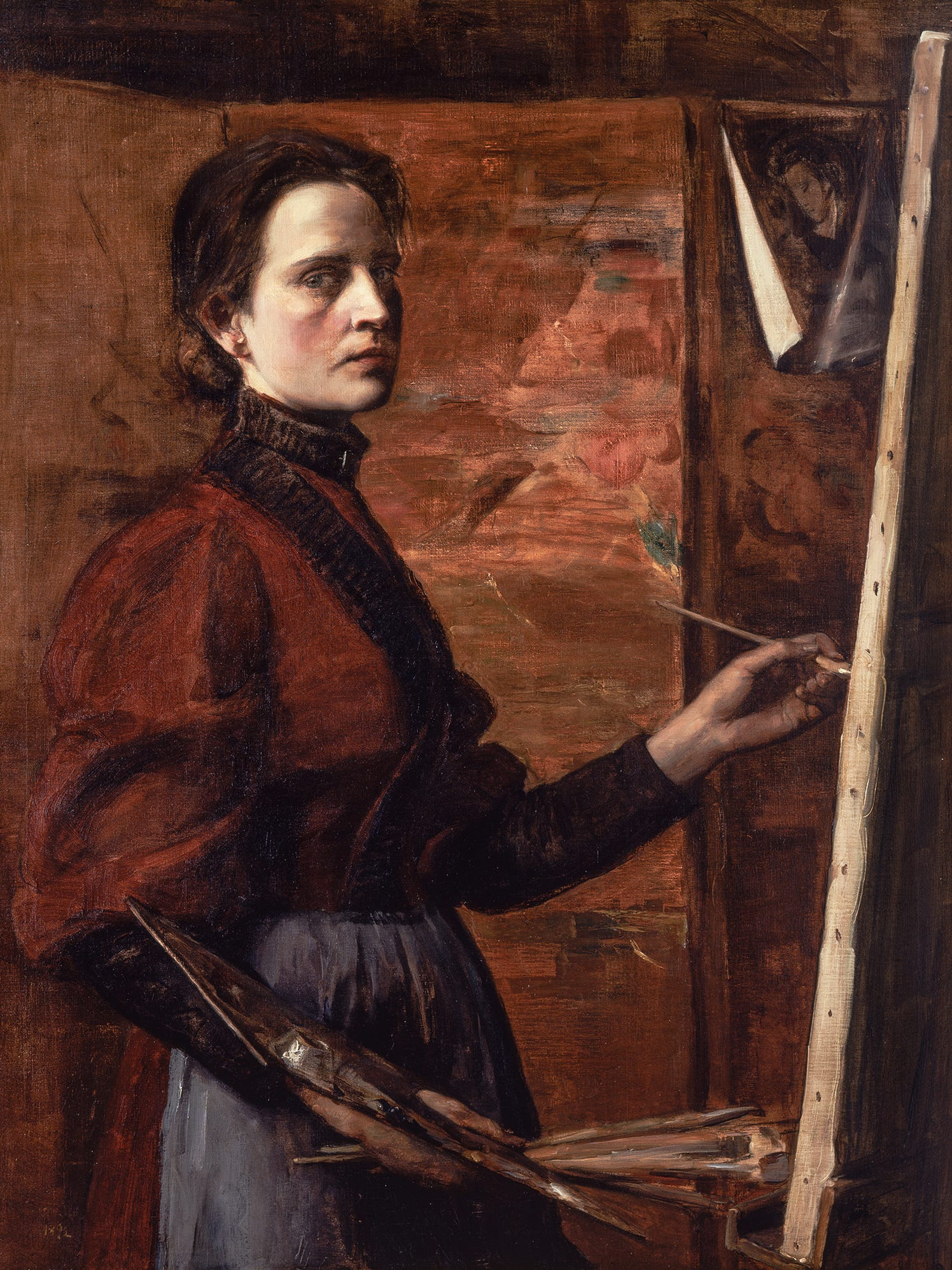
Elizabeth Nourse
(1859–1938)

Helen Taft
(1861–1943)

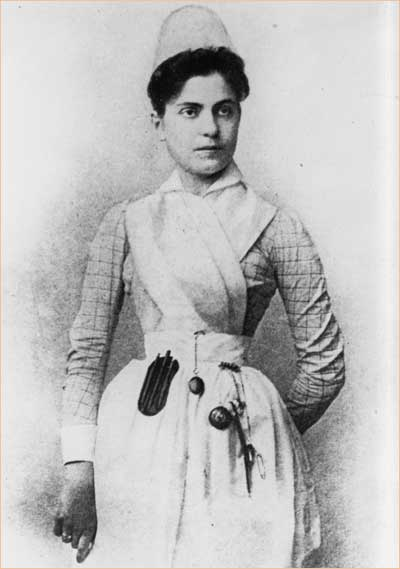
Lillian Wald
(1867–1940)

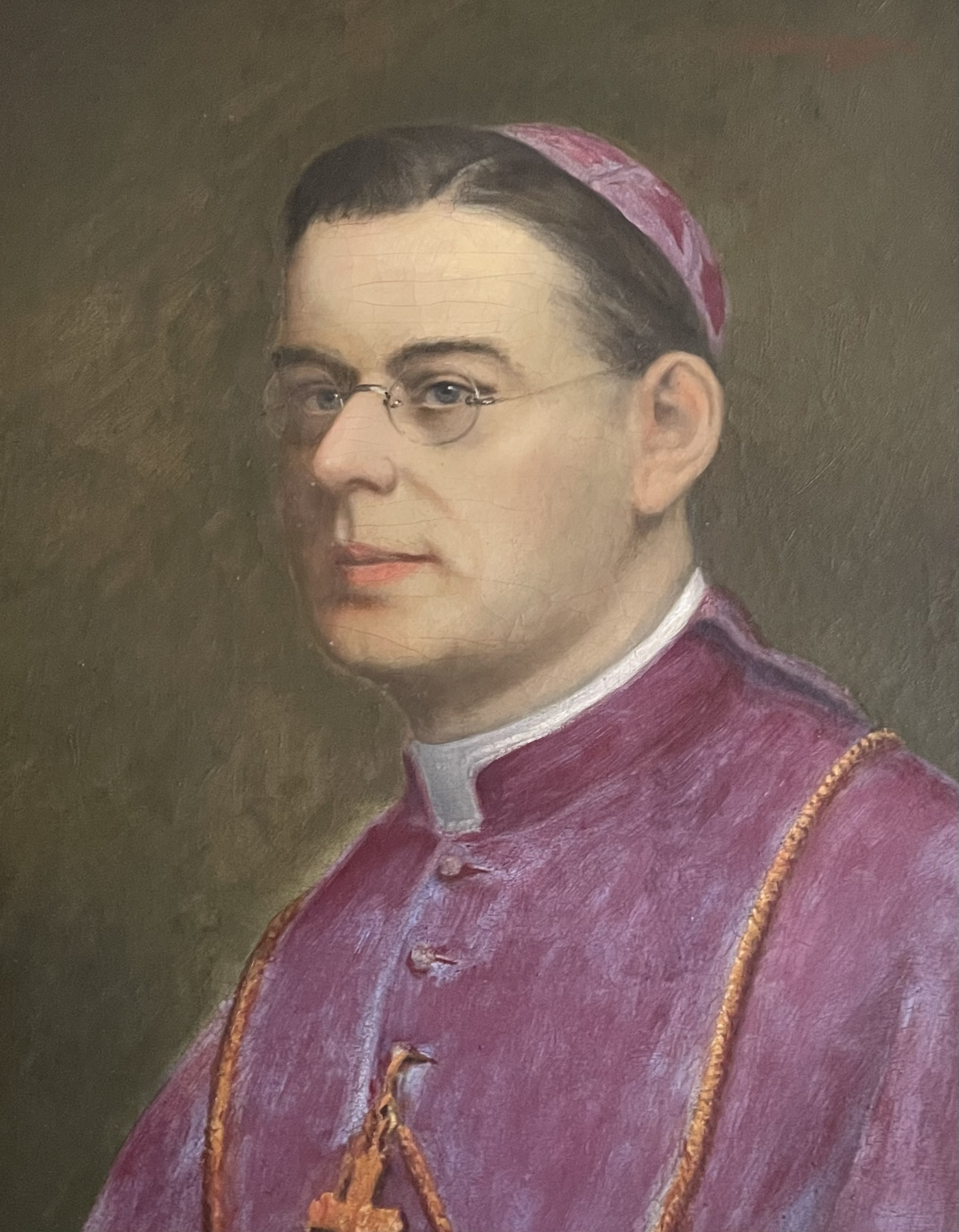
Francis Beckman
(1875–1948)

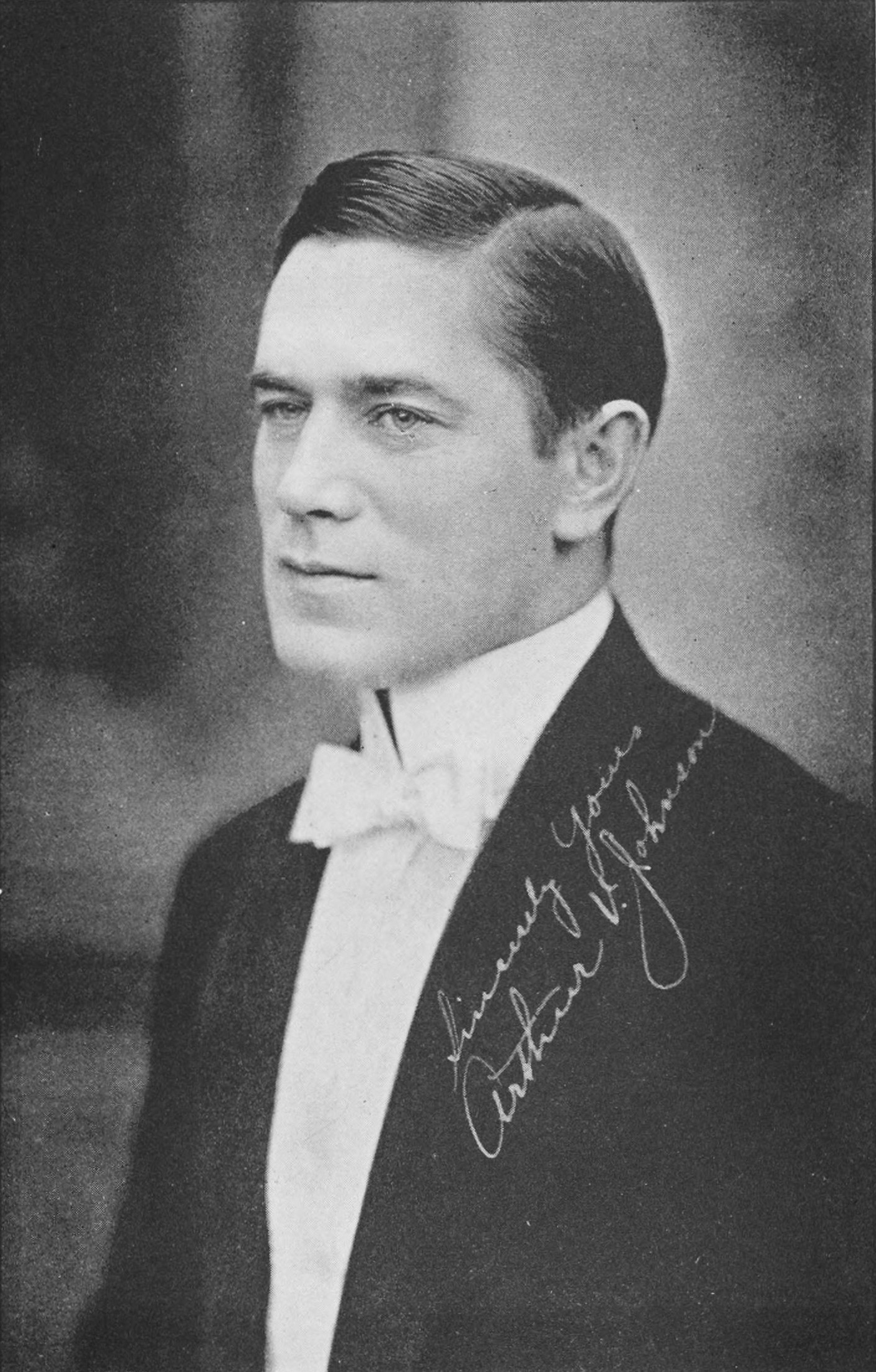
Arthur V. Johnson
(1876–1916)

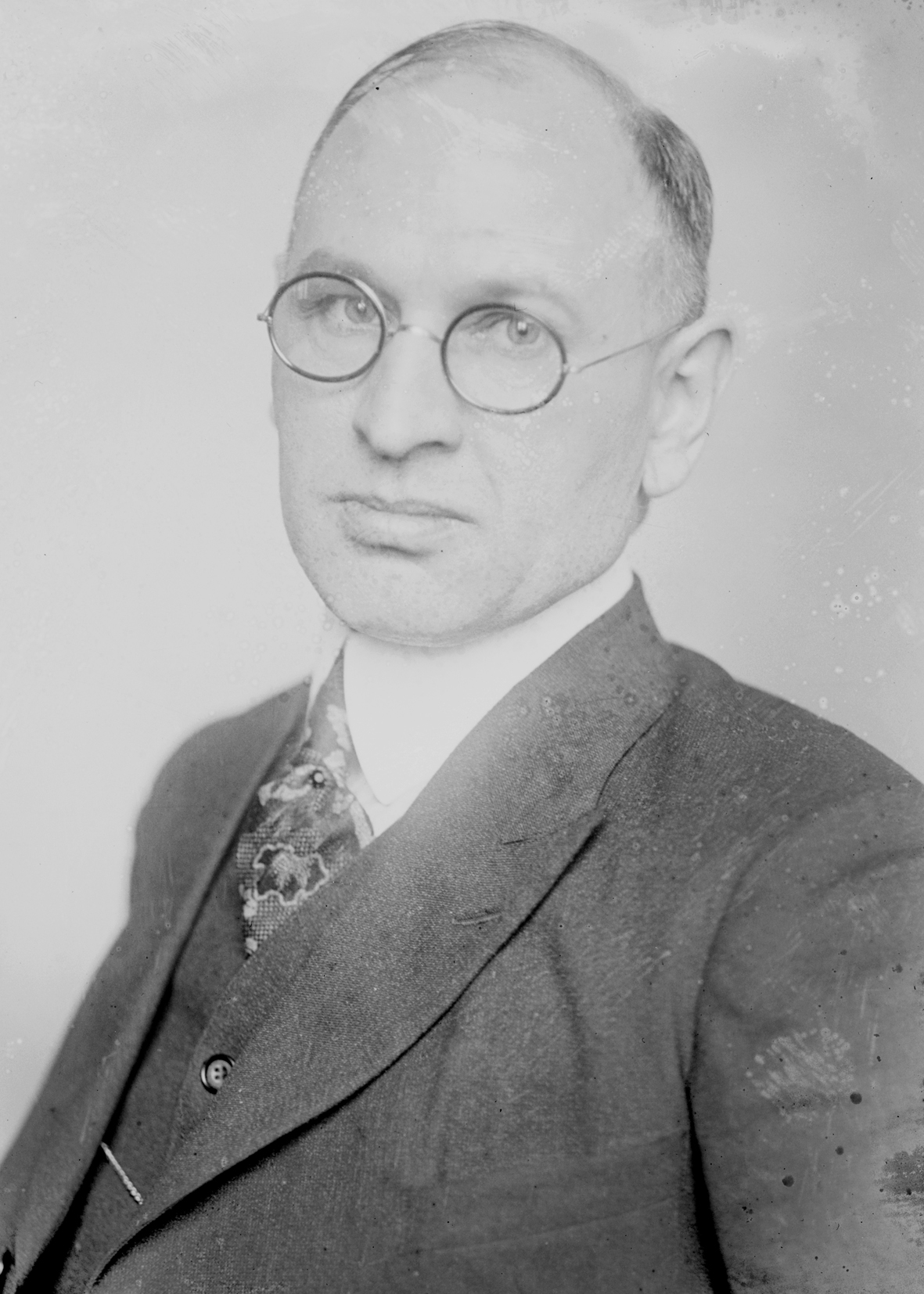
Richard Ely Bird
(1878–1955)

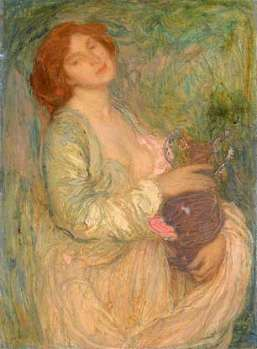
Laura Clifford Barney
(1879–1974)

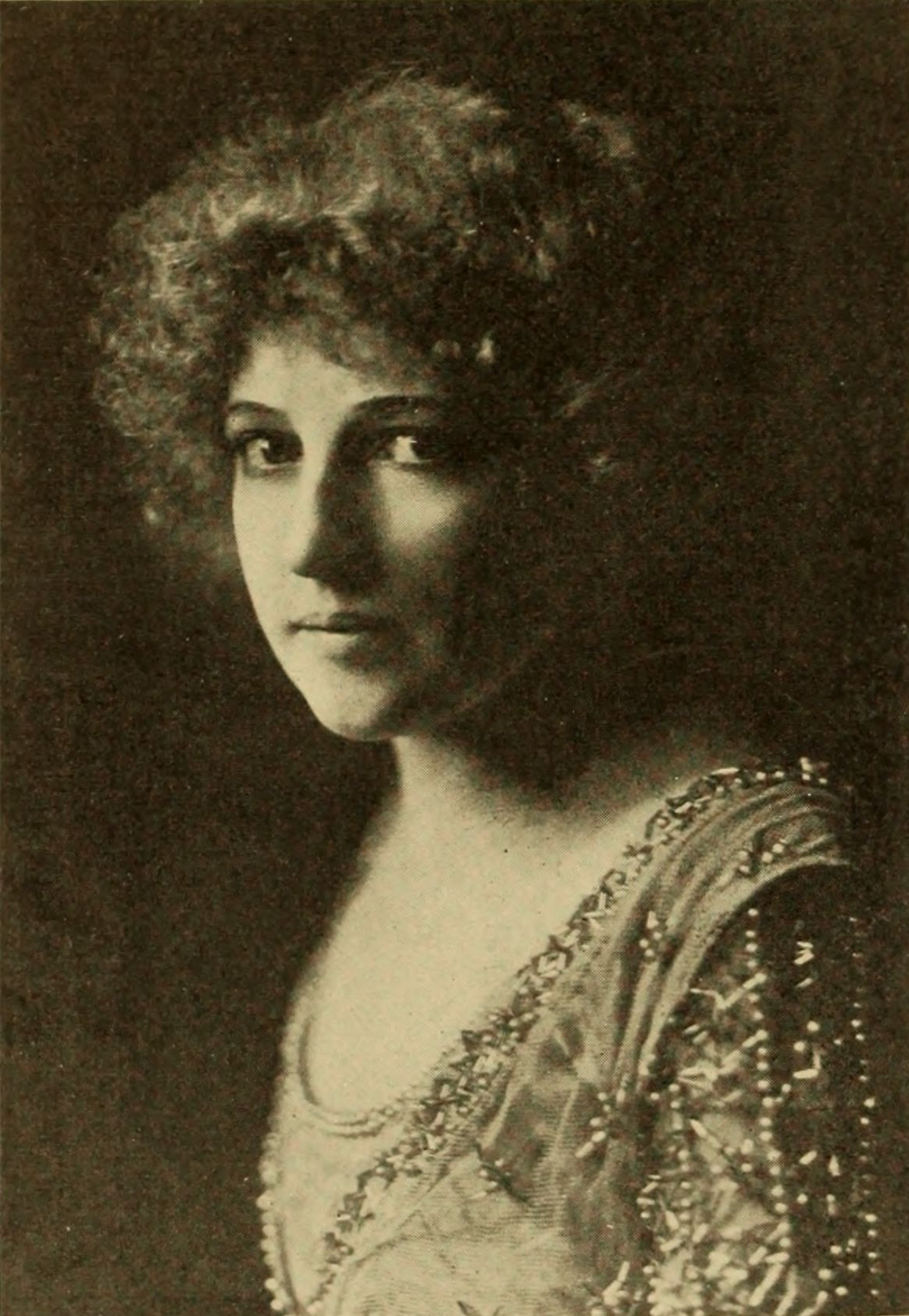
Marion Leonard
(1881–1956)

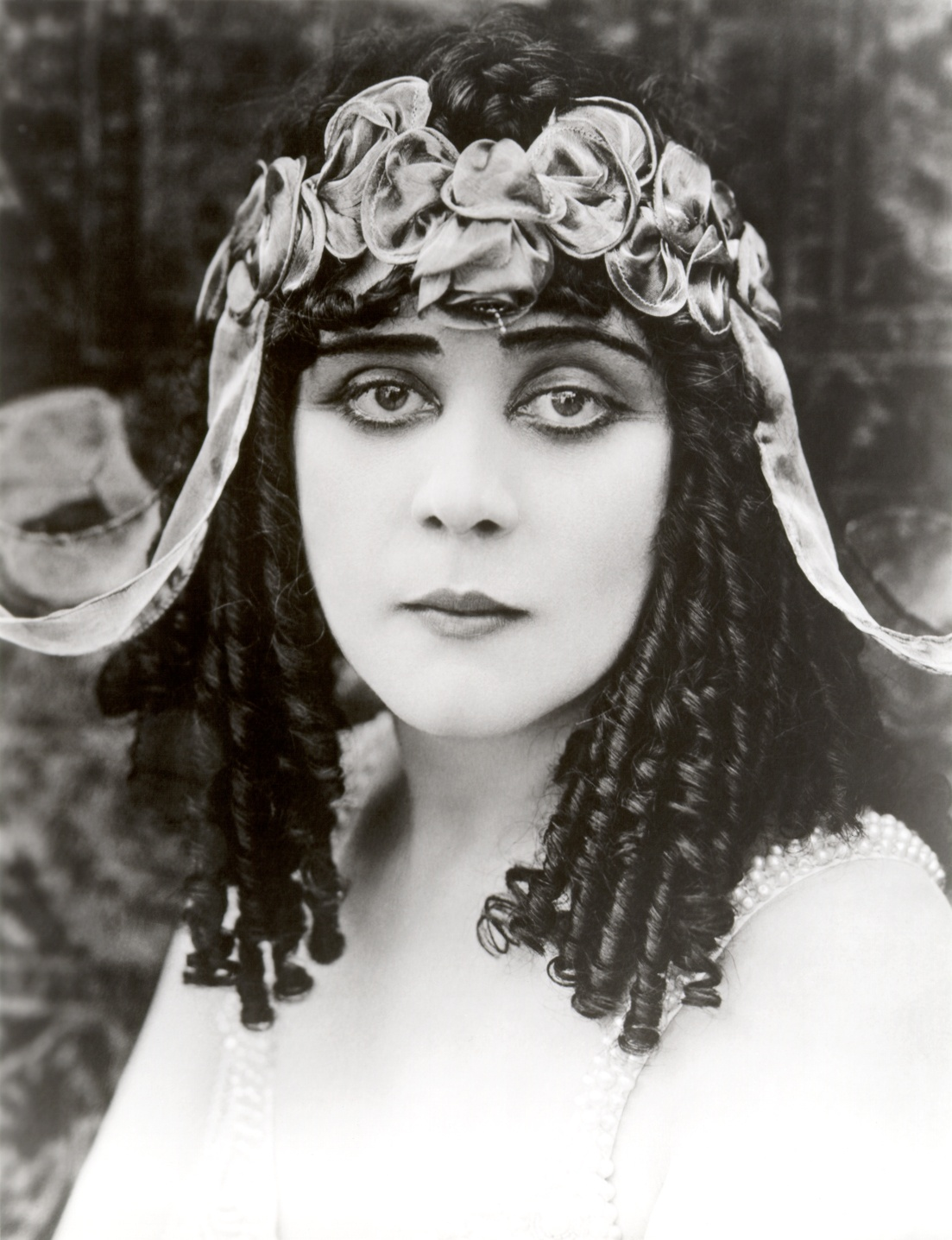
Theda Bara
(1885–1955)

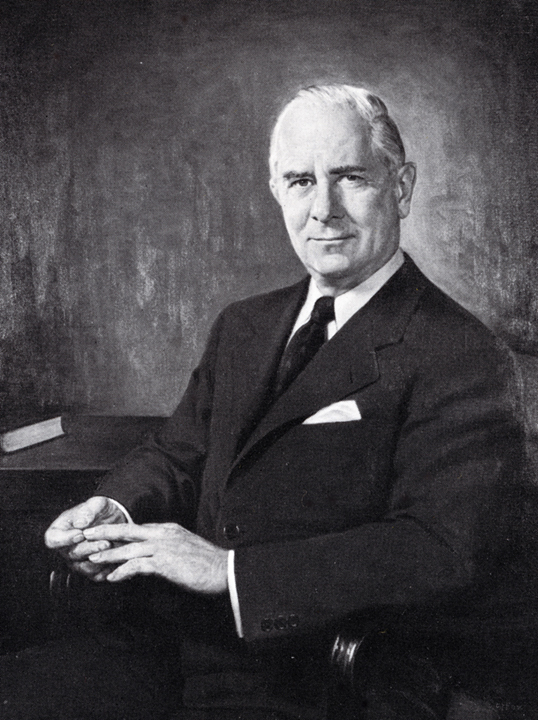
Charles W. Sawyer
(1887–1979)

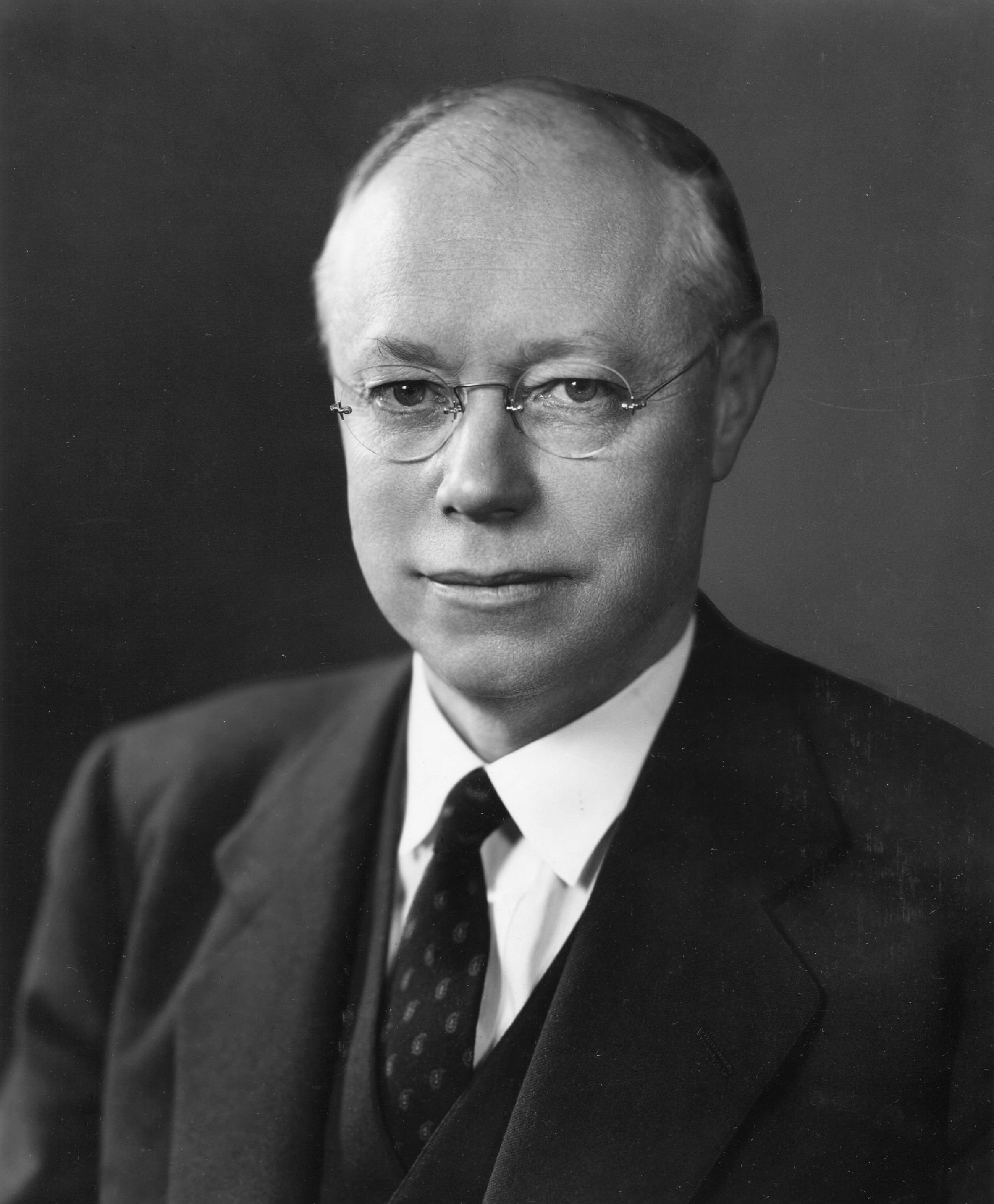
Robert A. Taft
(1889–1953)

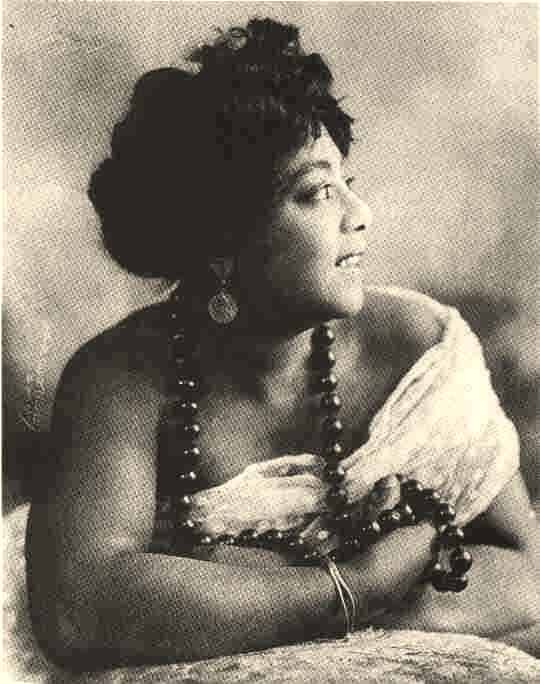
Mamie Smith
(1891–1946)

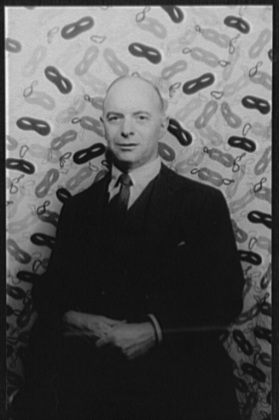
Louis Kronenberger
(1904–1980)

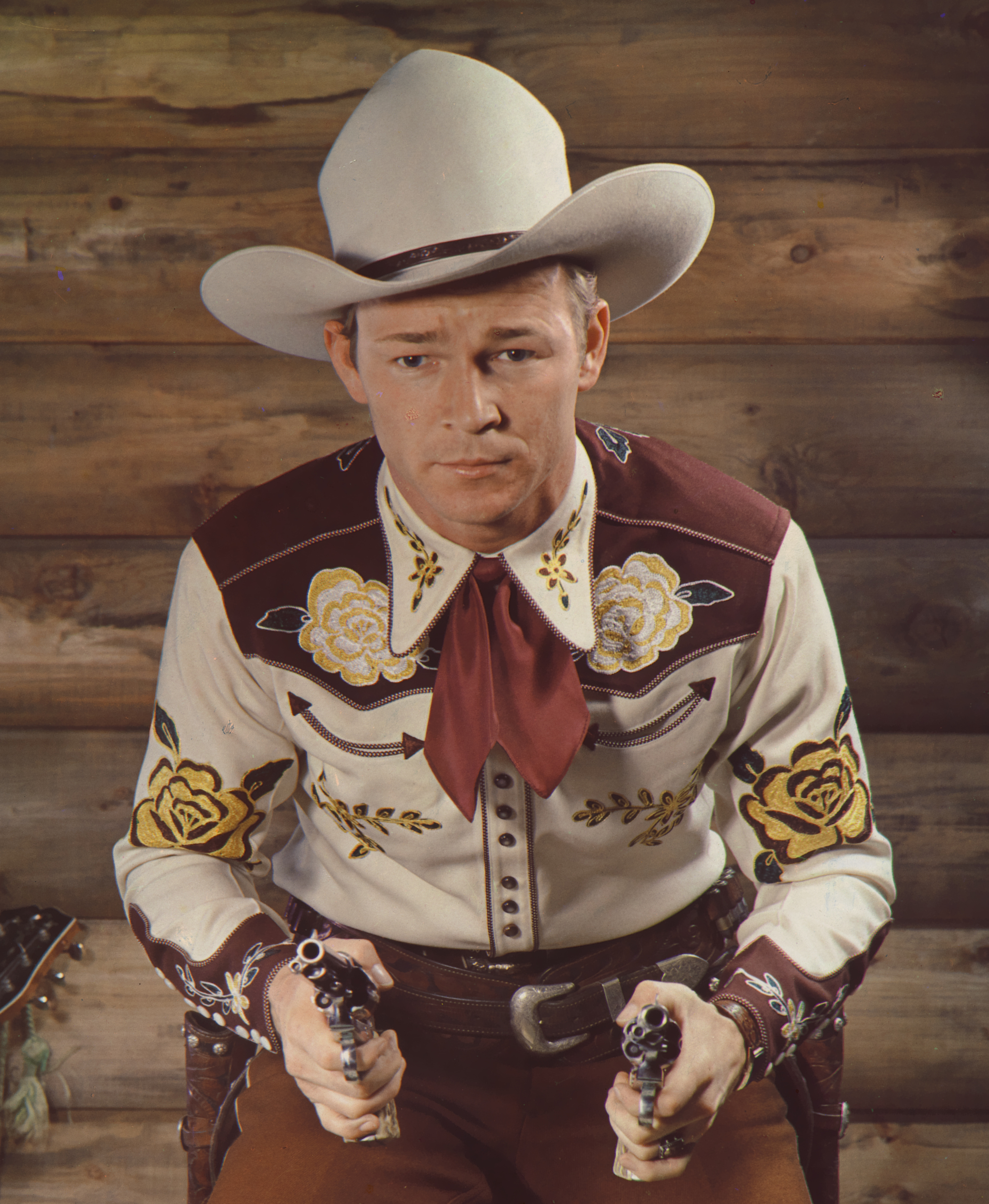
Roy Rogers
(1911–1998)

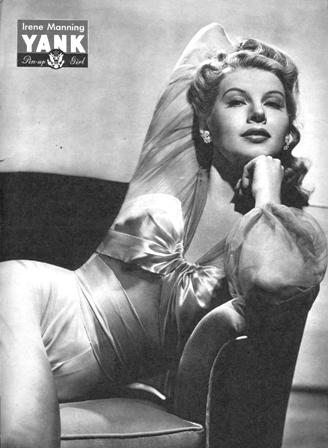
Irene Manning
(1912–2004)

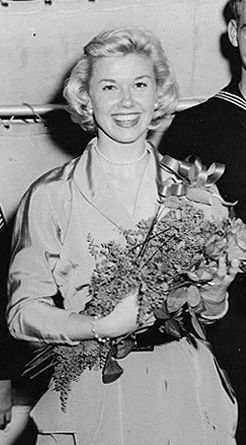
Doris Day
(1922–2019)

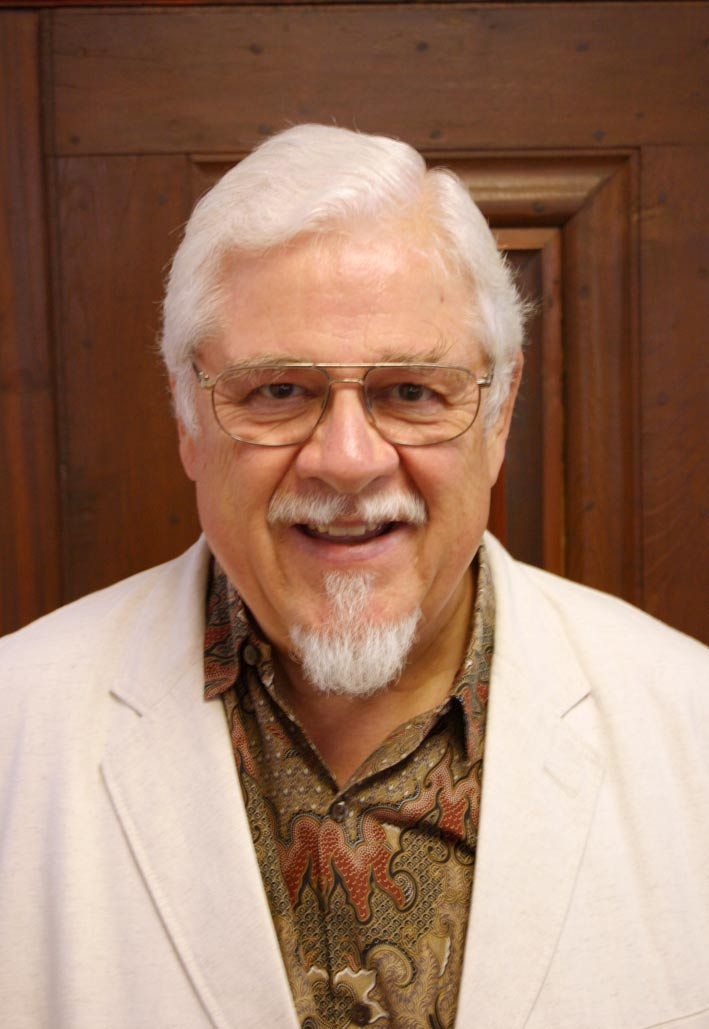
Bill Ramsey
(1931–2021)

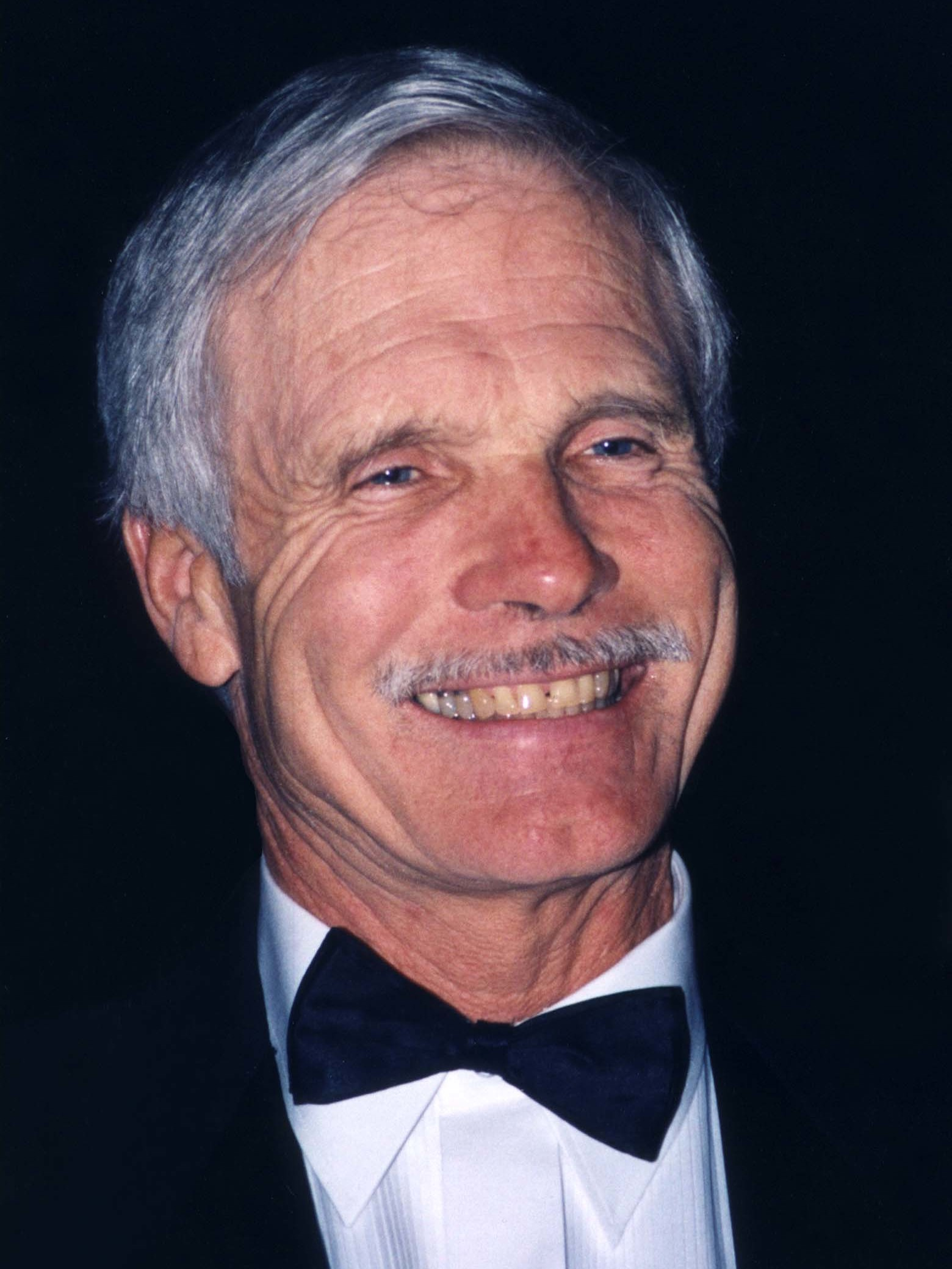
Ted Turner
(* 1938)

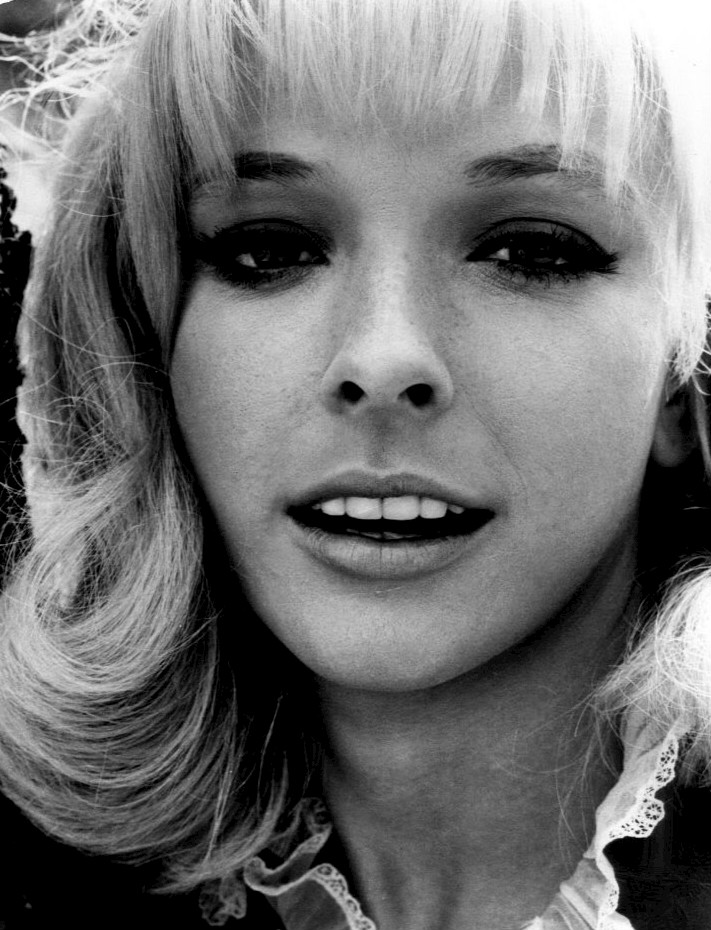
Brenda Scott
(* 1943)

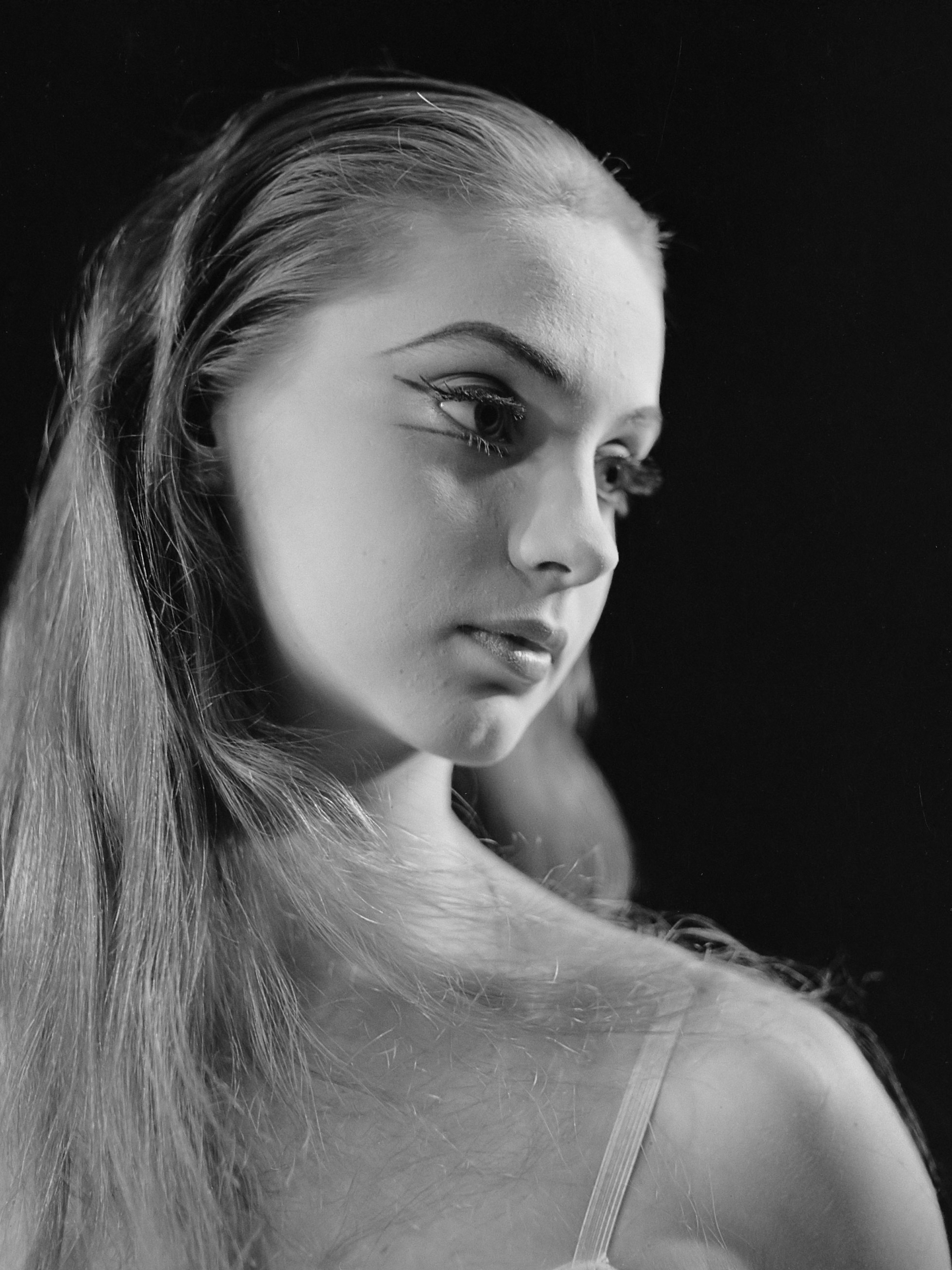
Suzanne Farrell
(* 1945)

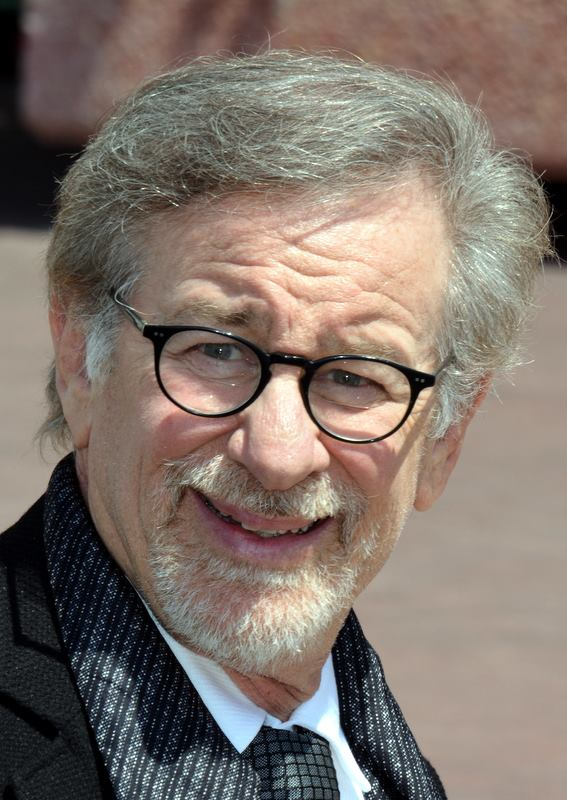
Steven Spielberg
(* 1946)

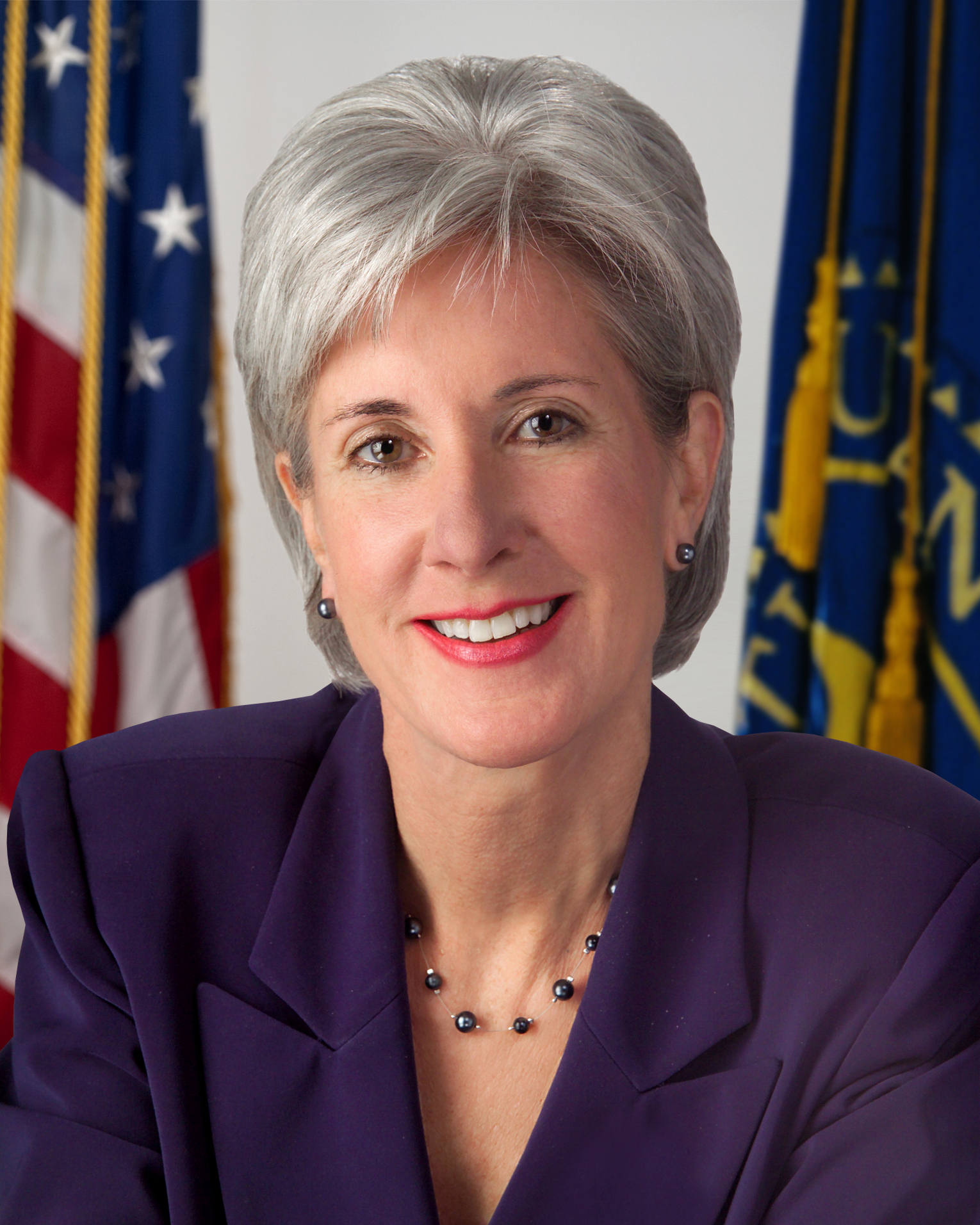
Kathleen Sebelius
(* 1948)

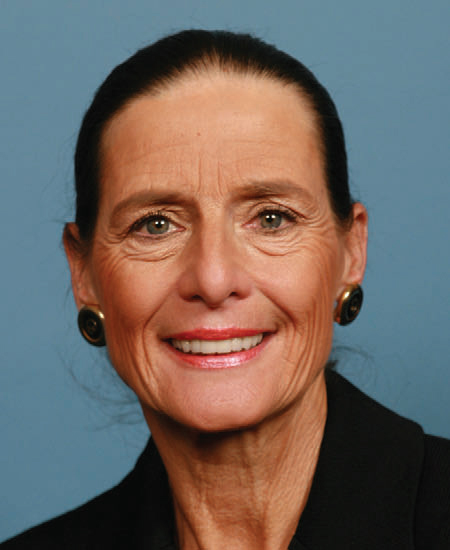
Jean Schmidt
(* 1951)

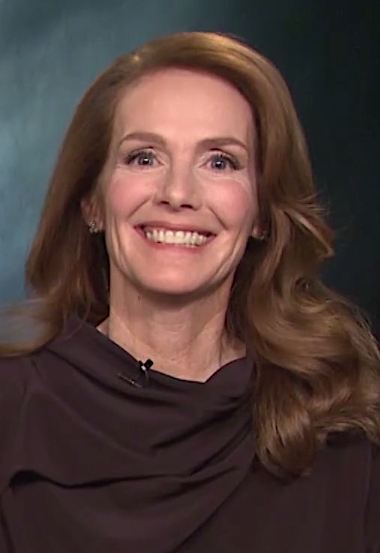
Julie Hagerty
(* 1955)

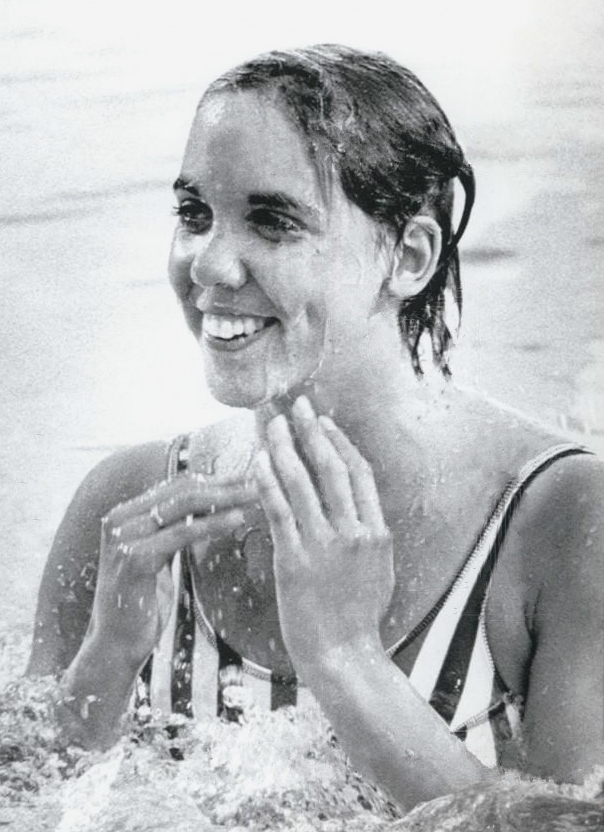
Jenny Kemp
(* 1955)

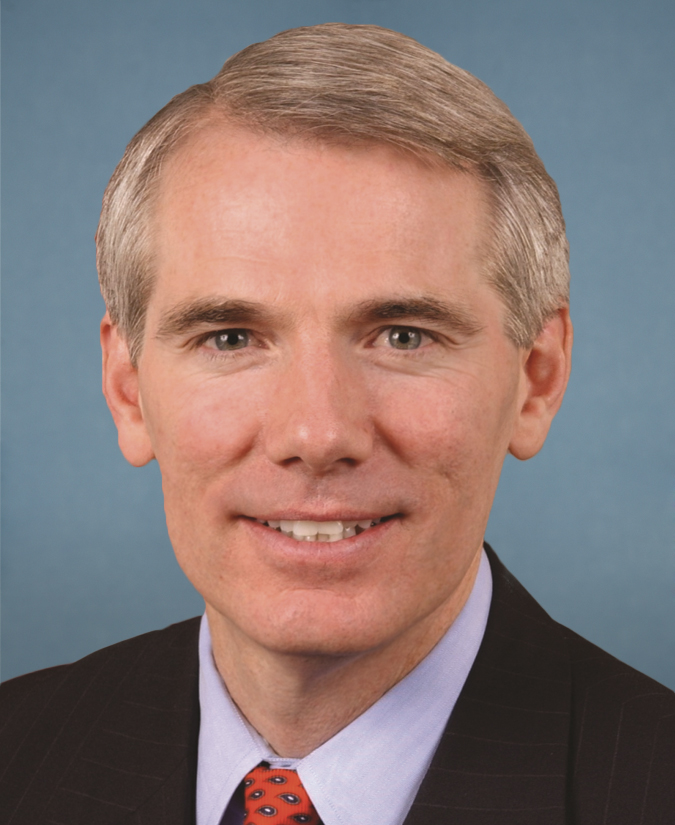
Rob Portman
(* 1955)

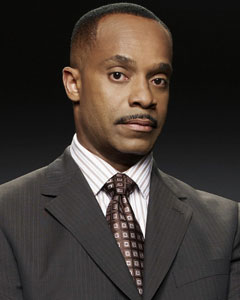
Rocky Carroll
(* 1963)

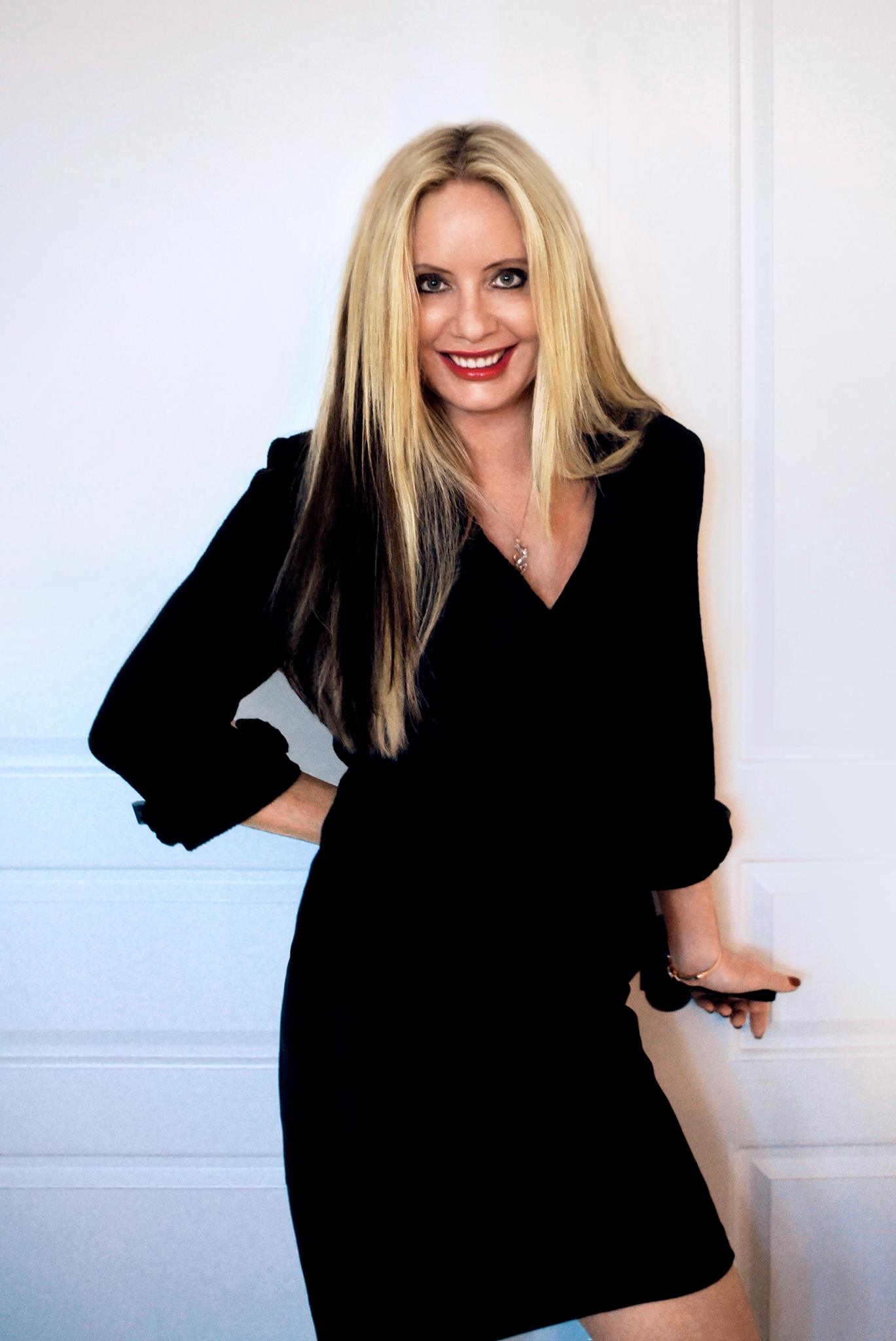
Karen Marie Moning
(* 1964)

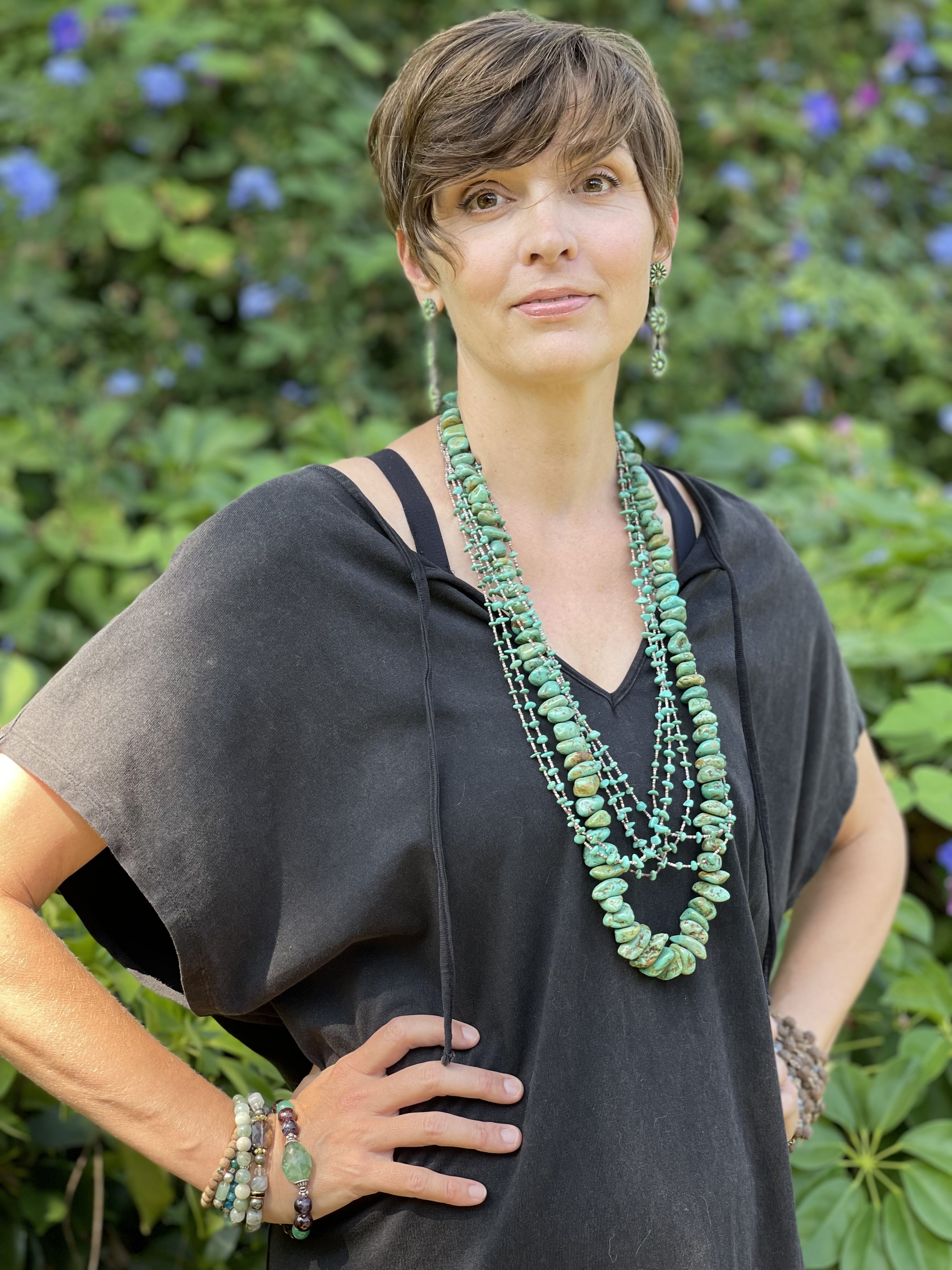
Hudson Leick
(* 1969)

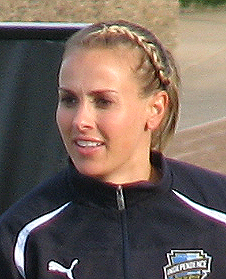
Heather Mitts
(* 1978)

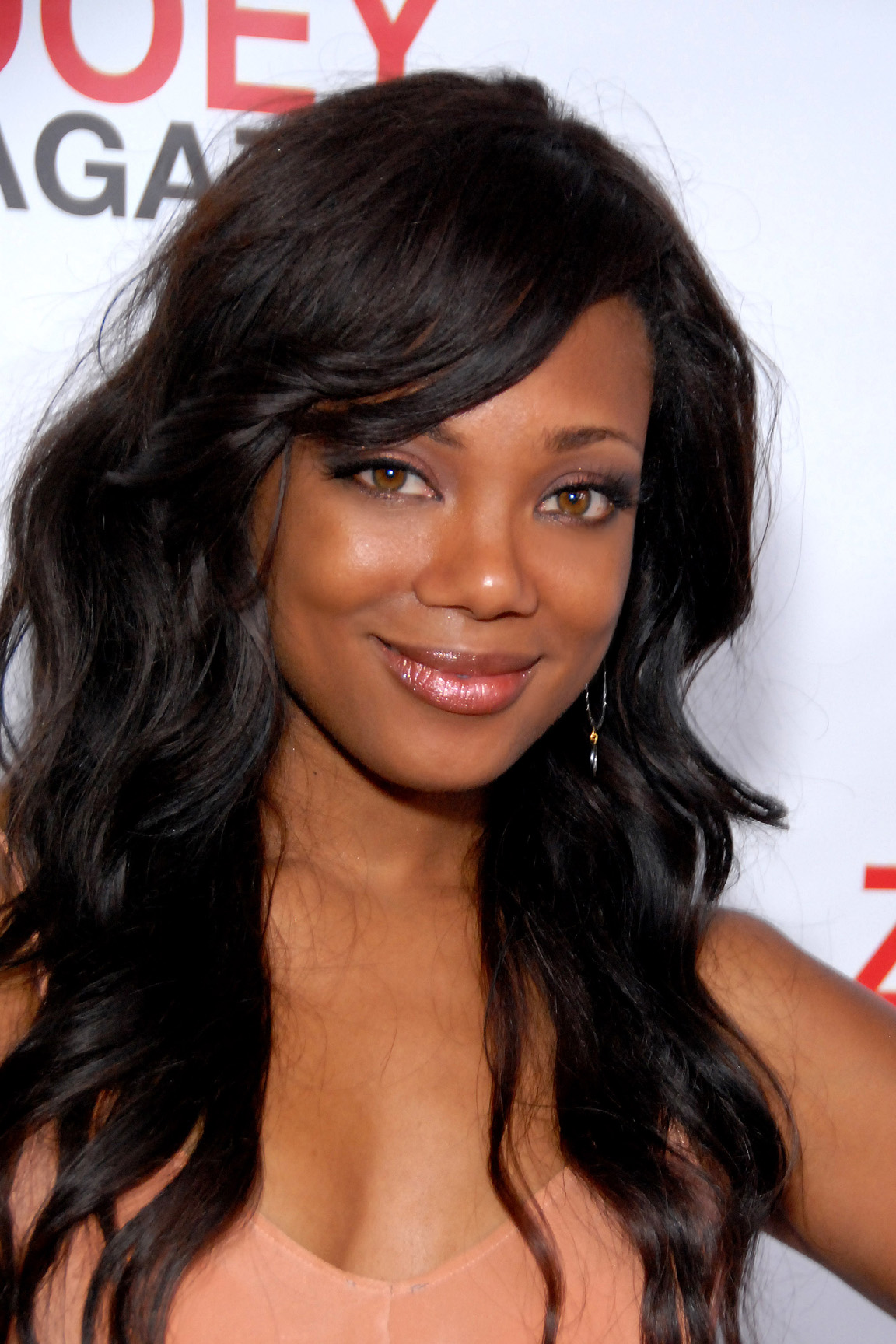
Tiffany Hines
(* 1983)

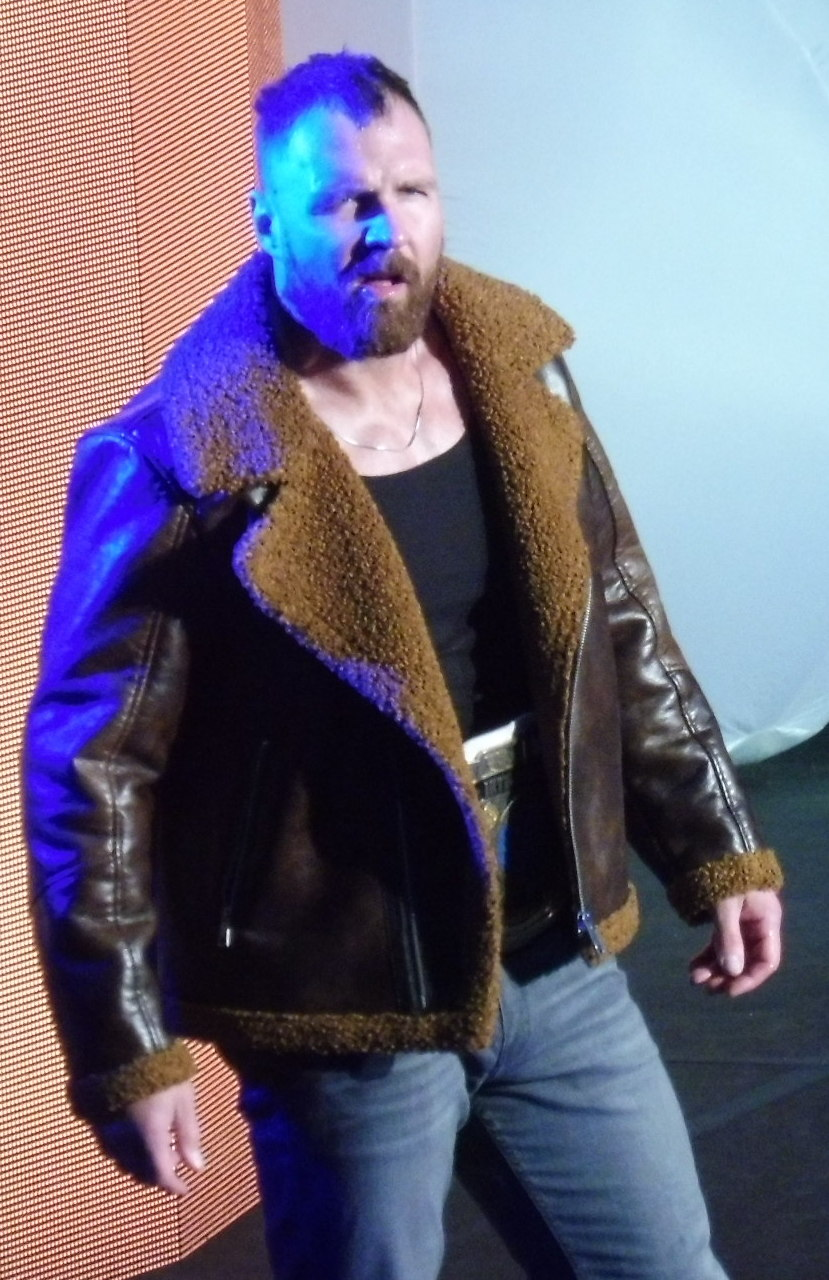
Jon Moxley
(* 1985)

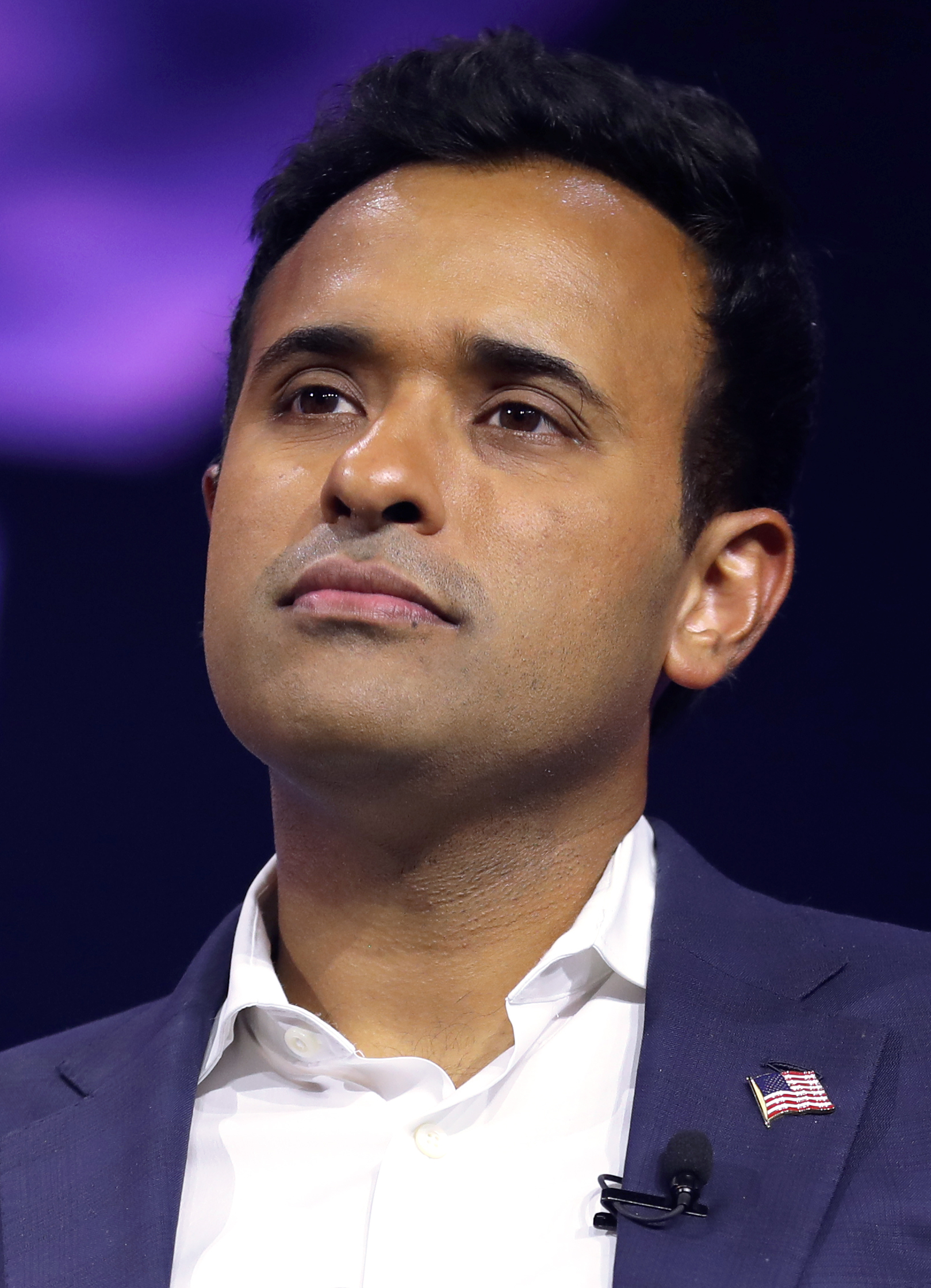
Vivek Ramaswamy
(* 1985)

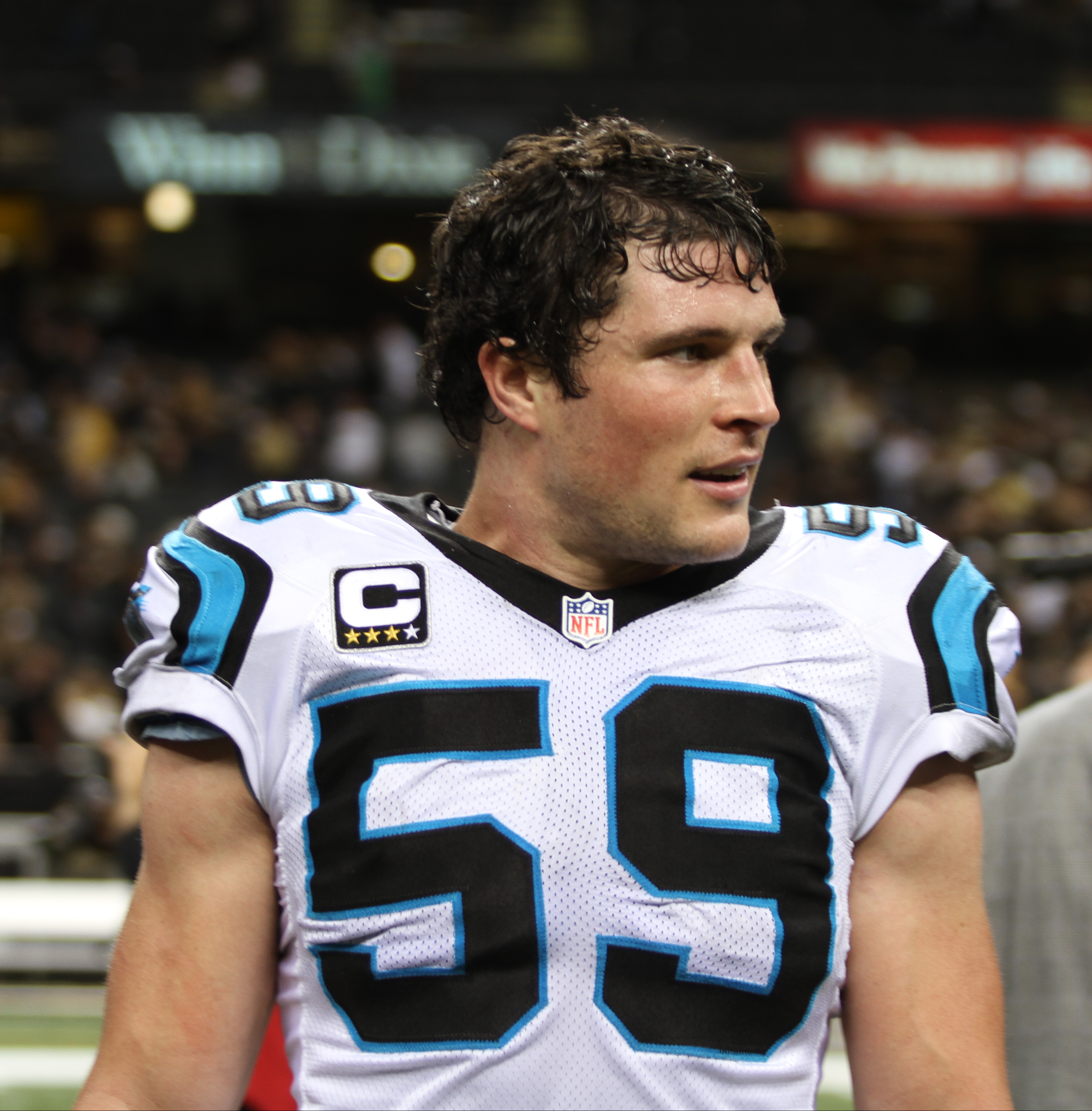
Luke Kuechly
(* 1991)

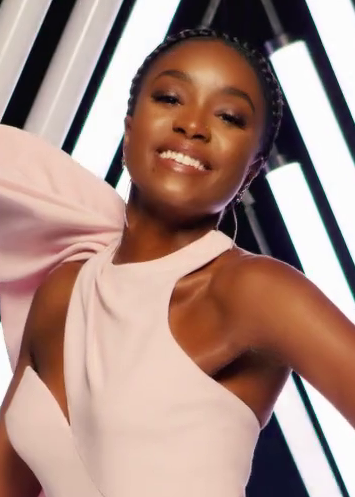
KiKi Layne
(* 1991)

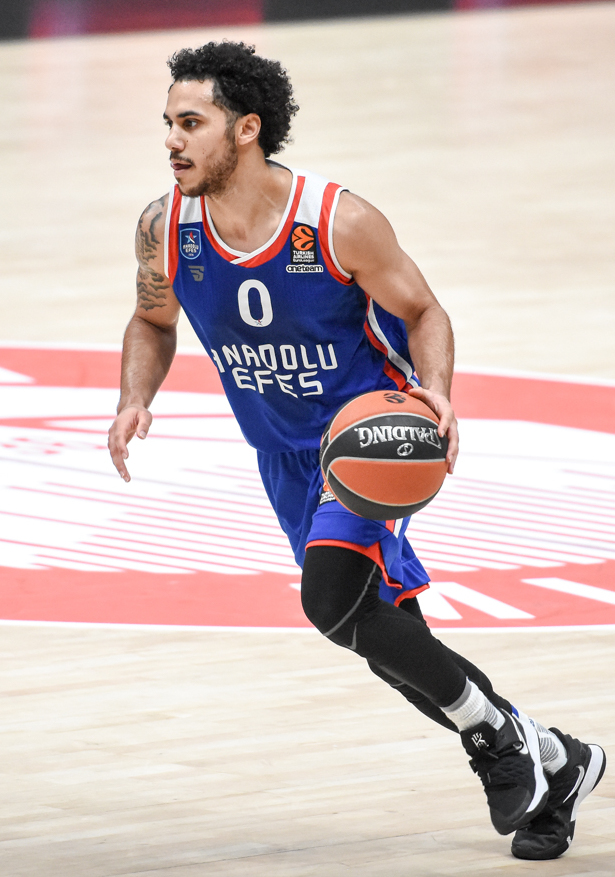
Shane Larkin
(* 1992)

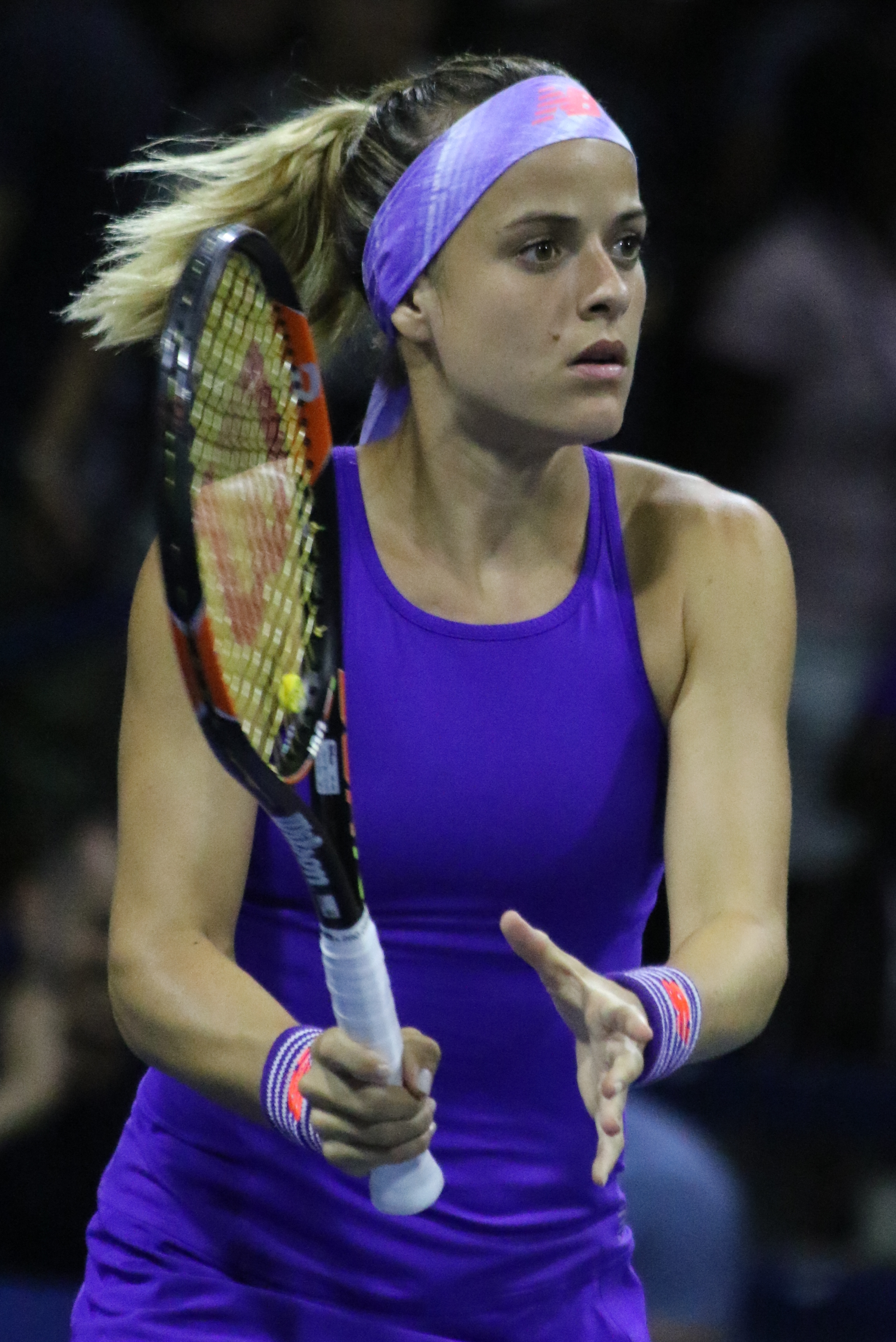
Nicole Gibbs
(* 1993)

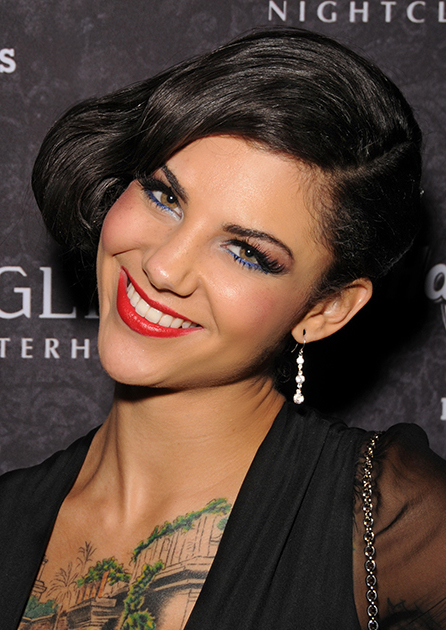
Bonnie Rotten
(* 1993)

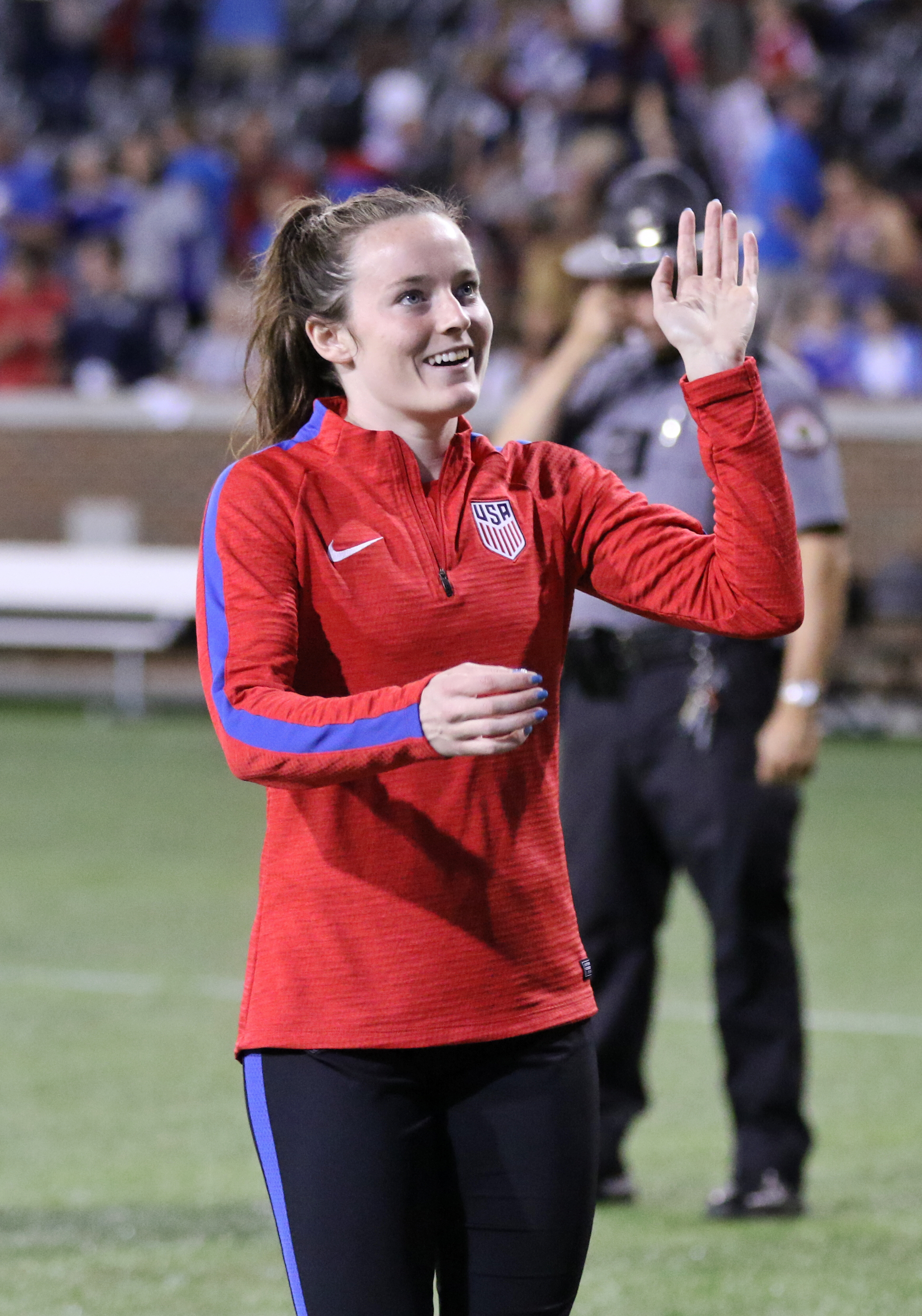
Rose Lavelle
(* 1995)

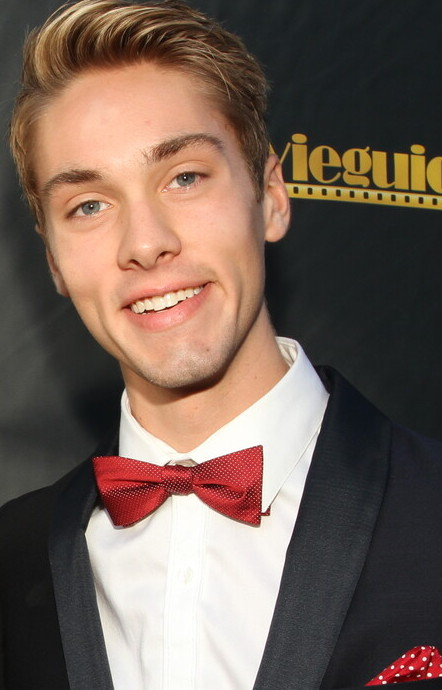
Austin North
(* 1996)

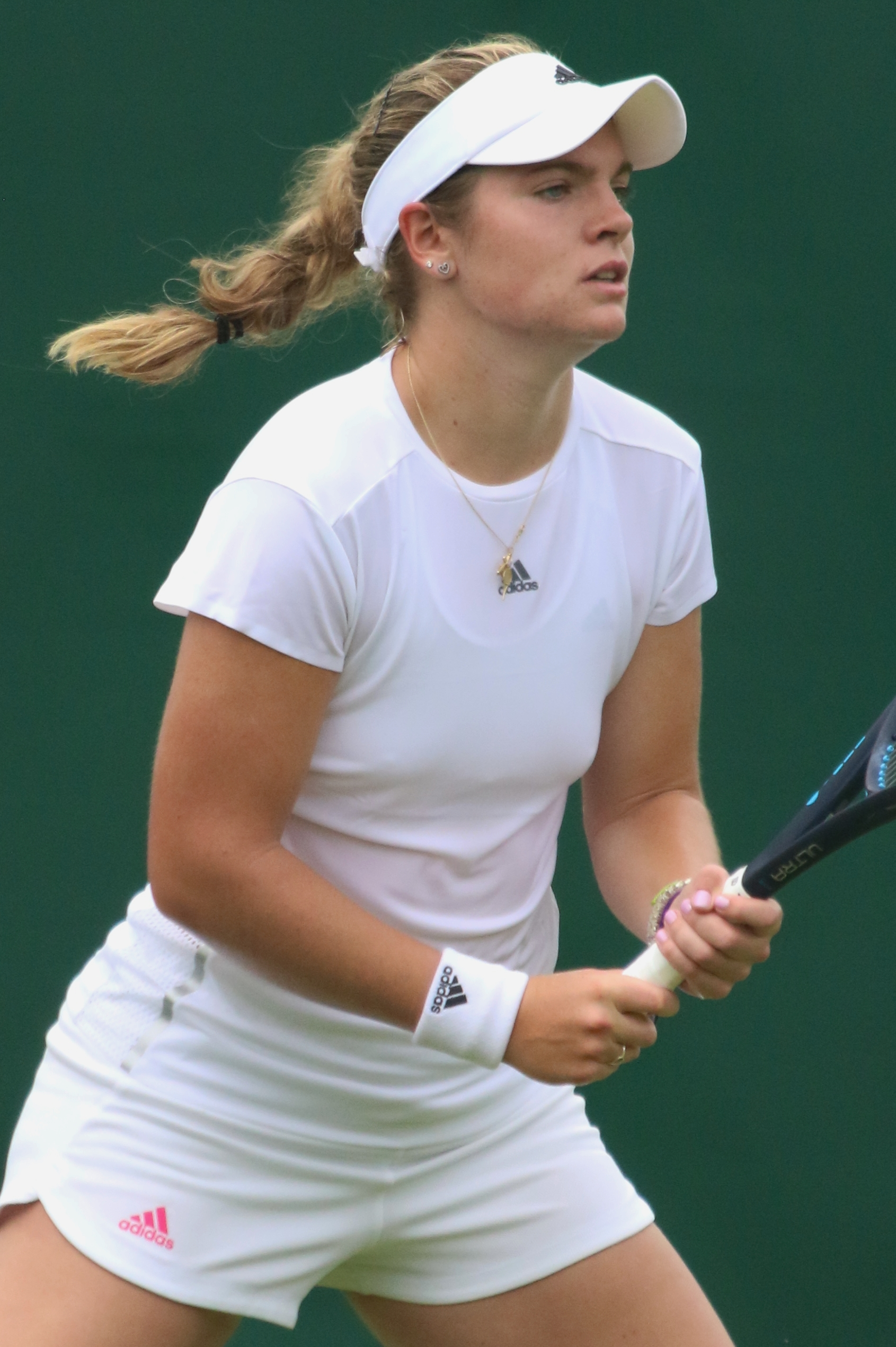
Caty McNally
(* 2001)

| Geburtsjahr | Name                                                   | Sterbejahr | Stellung oder Beruf                                                          |
| ----------- | ------------------------------------------------------ | ---------- | ---------------------------------------------------------------------------- |
| 1808        | James John Faran                                       | 1892       | Politiker (Demokratische Partei)                                             |
| 1811        | Charles Daniel Drake                                   | 1892       | Politiker (Republikanische Partei)                                           |
| 1813        | Joseph Longworth                                       | 1883       | Rechtsanwalt, Großgrundbesitzer, Kunstsammler und Mäzen                      |
| 1814        | Samuel Fenton Cary                                     | 1900       | Jurist, Farmer und Politiker                                                 |
| 1814        | Joseph McCormick                                       | 1879       | Jurist und Politiker (Demokratische Partei)                                  |
| 1815        | William Dennison Jr.                                   | 1882       | Politiker, Gouverneur von Ohio                                               |
| 1819        | Timothy Cray Day                                       | 1869       | Politiker                                                                    |
| 1821        | John LaFayette Whetstone                               | 1902       | Maschinenbauingenieur                                                        |
| 1822        | George Ellis Pugh                                      | 1876       | Jurist und Politiker (Demokratische Partei)                                  |
| 1824        | Thomas Stanley Matthews                                | 1889       | Jurist und Politiker (Republikanische Partei)                                |
| 1825        | William Evans Arthur                                   | 1897       | Politiker (Demokratische Partei)                                             |
| 1825        | George Hunt Pendleton                                  | 1889       | Politiker                                                                    |
| 1826        | John R. Johnston                                       | 1895       | Maler und Fotograf                                                           |
| 1826        | William Haines Lytle                                   | 1863       | Politiker, Dichter und Brigadegeneral im Sezessionskrieg                     |
| 1835        | Charles Elwood Brown                                   | 1904       | Politiker (Republikanische Partei)                                           |
| 1835        | Nicholas Longworth Powers                              | 1904       | Fotograf und Bildhauer                                                       |
| 1836        | James Norris Gamble                                    | 1932       | Unternehmer, Erfinder und Philanthrop                                        |
| 1838        | Nicholas Longworth Anderson                            | 1892       | Offizier                                                                     |
| 1839        | Thomas Corwin Lindsay                                  | 1907       | Maler                                                                        |
| 1840        | Caroline Shawk Brooks                                  | 1913       | Bildhauerin                                                                  |
| 1840        | Ozro John Dodds                                        | 1882       | Politiker (Demokratische Partei)                                             |
| 1840        | Oberlin Smith                                          | 1926       | Unternehmer und Erfinder                                                     |
| 1842        | Edwin Einstein                                         | 1905       | Politiker (Republikanische Partei)                                           |
| 1843        | Charles Phelps Taft                                    | 1929       | Politiker                                                                    |
| 1844        | Charles Sherman Woodruff                               | 1927       | Bogenschütze                                                                 |
| 1845        | George Bell Swift                                      | 1912       | Politiker (Republikanische Partei)                                           |
| 1846        | William Hartshorn Bonsall                              | 1905       | Militärangehöriger, Verleger, Immobilieninvestor und Politiker               |
| 1846        | Emily Woodruff, geb. Emily Smiley                      | 1916       | Bogenschützin                                                                |
| 1847        | Mary Louise McLaughlin                                 | 1939       | Keramikmalerin                                                               |
| 1847        | Bellamy Storer                                         | 1922       | Diplomat und Politiker                                                       |
| 1848        | Jacob Henry Bromwell                                   | 1924       | Politiker (Republikanische Partei)                                           |
| 1848        | Leopold Fettweis                                       | 1912       | deutsch-amerikanischer Bildhauer                                             |
| 1848        | Sion Longley Wenban                                    | 1897       | Maler und Grafiker                                                           |
| 1849        | Charles Hubbard                                        | 1923       | Bogenschütze                                                                 |
| 1849        | Henry K. Moeller                                       | 1925       | römisch-katholischer Geistlicher                                             |
| 1852        | Joshua Willis Alexander                                | 1936       | Politiker (Demokratische Partei), Handelsminister der USA                    |
| 1852        | Hans Karl Hermann von Soden                            | 1914       | deutscher evangelischer Theologe                                             |
| 1853        | Herman Philip Goebel                                   | 1930       | Politiker (Republikanische Partei)                                           |
| 1853        | John Henry Twachtman                                   | 1902       | Maler und Radierer                                                           |
| 1855        | George John Kindel                                     | 1930       | Politiker (Demokratische Partei)                                             |
| 1855        | Daniel Joseph Ryan                                     | 1923       | Jurist und Politiker (Republikanische Partei)                                |
| 1856        | Carl Barus                                             | 1935       | Physiker                                                                     |
| 1857        | Alice Pike Barney, geb. Alice Pike                     | 1931       | Malerin                                                                      |
| 1857        | Edward Henry Potthast                                  | 1927       | Impressionistischer Maler                                                    |
| 1857        | William Howard Taft                                    | 1930       | Politiker (Republikanische Partei), 27. Präsident der Vereinigten Staaten    |
| 1858        | Joseph Rodefer DeCamp                                  | 1923       | Maler des Tonalismus und Impressionismus                                     |
| 1858        | Adolph Simon Ochs                                      | 1935       | Reporter und Publizist                                                       |
| 1858        | Charles Schuchert                                      | 1942       | Paläontologe                                                                 |
| 1858        | William Berryman Scott                                 | 1947       | Wirbeltier-Paläontologe                                                      |
| 1859        | Elizabeth Nourse                                       | 1938       | Malerin, Bildhauerin und Designerin                                          |
| 1860        | William Jacob Baer                                     | 1941       | Maler                                                                        |
| 1860        | Bernard Heinrich Kroger, gen. Barney Henry Kroger      | 1938       | Geschäftsmann und Unternehmer                                                |
| 1860        | Alexander Clark Mitchell                               | 1911       | Politiker (Republikanische Partei)                                           |
| 1861        | Harry Ward Leonard                                     | 1915       | Elektroingenieur und Erfinder                                                |
| 1861        | Helen Taft, geb. Helen Louise Herron                   | 1943       | Autorin und als Ehefrau von William Howard Taft First Lady                   |
| 1863        | George Chester Robinson Wagoner                        | 1946       | Politiker (Republikanische Partei)                                           |
| 1865        | Louis Agricola Bauer                                   | 1932       | Geophysiker                                                                  |
| 1865        | Henry Francis Bryan                                    | 1944       | Marineoffizier                                                               |
| 1865        | Robert Henri Cozad, gen. Robert Henri                  | 1929       | Maler                                                                        |
| 1866        | William Yoast Morgan                                   | 1932       | Politiker (Republikanische Partei)                                           |
| 1866        | Albertson Van Zo Post                                  | 1938       | Fechter und zweifacher Olympiasieger                                         |
| 1867        | Lillian D. Wald                                        | 1940       | Krankenschwester und Frauenrechtlerin                                        |
| 1868        | Henry Wald Bettmann                                    | 1935       | Schachkomponist                                                              |
| 1868        | John Andrew Martin                                     | 1939       | Politiker (Demokratische Partei)                                             |
| 1868        | Heinrich Washington Scheibli                           | 1932       | Textilfabrikant und Schweizer Oberstkorpskommandant                          |
| 1869        | Nicholas Longworth                                     | 1931       | Politiker (Republikanische Partei)                                           |
| 1870        | Joseph Baermann Strauss                                | 1938       | deutsch-US-amerikanischer Brückenbauingenieur                                |
| 1870        | Leonora Josephine Taylor                               | 1936       | Bogenschützin                                                                |
| 1872        | Marie Cecilia Mangold                                  | 1934       | Ordensschwester, Mathematikerin und Hochschullehrerin                        |
| 1873        | Ella Scoble Opperman                                   | 1969       | Musikpädagogin, Organistin und Pianistin                                     |
| 1874        | Arthur Johnson                                         | 1954       | Karikaturist, Zeichner und Maler                                             |
| 1874        | Rudolph Schevill                                       | 1946       | Romanist und Hispanist                                                       |
| 1875        | Francis Joseph Beckman                                 | 1948       | römisch-katholischer Geistlicher und Erzbischof von Dubuque                  |
| 1876        | Natalie Clifford Barney                                | 1972       | Begründerin eines Literarischen Salons                                       |
| 1876        | Arthur Vaughen Johnson                                 | 1916       | Schauspieler und Stummfilmregisseur                                          |
| 1877        | George Dasch                                           | 1955       | Violinist und Dirigent                                                       |
| 1878        | Richard Ely Bird                                       | 1955       | Politiker                                                                    |
| 1878        | Miller James Huggins                                   | 1929       | Baseballspieler und -manager                                                 |
| 1879        | Laura Clifford Barney                                  | 1974       | Autorin und Anhängerin der Bahai-Religion                                    |
| 1879        | Joseph Andrew Dixon                                    | 1942       | Politiker (Demokratische Partei)                                             |
| 1879        | Mabel Caroline Taylor                                  | 1967       | Bogenschützin                                                                |
| 1880        | Edward John Meyers                                     | 1975       | Schwimmer und Wasserballspieler                                              |
| 1881        | Gilbert Bettman                                        | 1942       | Jurist, Offizier und Politiker (Republikanische Partei)                      |
| 1881        | Henry Fillmore                                         | 1956       | Komponist, Posaunist und Kapellmeister                                       |
| 1881        | Marion Leonard                                         | 1956       | Schauspielerin, Regisseurin, Filmproduzentin und Drehbuchautorin             |
| 1881        | John Wylie Rice                                        | 1941       | kanadischer Ruderer                                                          |
| 1882        | Horace Robert Bonser                                   | 1934       | Sportschütze                                                                 |
| 1882        | Walter Frederick Hunt                                  | 1975       | Mineraloge und Petrologe                                                     |
| 1883        | Charles Tatgenhorst                                    | 1961       | Politiker (Republikanische Partei)                                           |
| 1884        | Stanley Rossiter Benedict                              | 1936       | Chemiker                                                                     |
| 1884        | Annette Frances Braun                                  | 1978       | Entomologin                                                                  |
| 1885        | Theda Bara, geb. Theodosia Burr Goodman                | 1955       | Schauspielerin in Stummfilmen                                                |
| 1885        | Joseph Samuel Fuller, gen. Earl Fuller                 | 1947       | Ragtime- und Jazzpianist                                                     |
| 1886        | Hermann Christlieb, gen. Harry Christlieb              | 1967       | deutscher Bildhauer, Skulpturenkünstler und Bronzegießer                     |
| 1887        | Walter Connolly                                        | 1940       | Schauspieler                                                                 |
| 1887        | Theodore Reed                                          | 1959       | Filmproduzent und -regisseur                                                 |
| 1887        | Charles W. Sawyer                                      | 1979       | Politiker (Demokratische Partei), Handelsminister der USA                    |
| 1888        | Nana Irene Bryant                                      | 1955       | Schauspielerin                                                               |
| 1888        | Clifford Porter Hall                                   | 1953       | Film- und Theaterschauspieler                                                |
| 1889        | Emma Lucy Braun                                        | 1971       | Botanikerin, Ökologin und Hochschullehrerin                                  |
| 1889        | Harold Gerard Mosier                                   | 1971       | Politiker (Demokratische Partei)                                             |
| 1889        | Robert Alphonso Taft                                   | 1953       | Politiker                                                                    |
| 1890        | Charlie Alexander                                      | 1970       | Jazzpianist                                                                  |
| 1890        | Joseph Charles Aub                                     | 1973       | Mediziner                                                                    |
| 1890        | Henry Joseph Grimmelsman                               | 1972       | katholischer Bischof von Evansville                                          |
| 1890        | Olive Clio Hazlett                                     | 1974       | Mathematikerin                                                               |
| 1890        | John Baker Hollister                                   | 1979       | Politiker (Republikanische Partei)                                           |
| 1890        | George John Rehring                                    | 1976       | römisch-katholischer Geistlicher, Bischof von Toledo                         |
| 1891        | Mamie Smith, geb. Mamie Robinson                       | 1946       | Vaudeville-Sängerin, Tänzerin, Pianistin, Gitarristin und Schauspielerin     |
| 1891        | Urban John Vehr                                        | 1973       | katholischer Erzbischof von Denver                                           |
| 1892        | Bernard Theodore Espelage                              | 1971       | römisch-katholischer Geistlicher und erster Bischof von Gallup               |
| 1898        | William Emil Hess                                      | 1986       | Politiker (Republikanische Partei)                                           |
| 1898        | Carl West Rich                                         | 1972       | Politiker (Republikanische Partei)                                           |
| 1900        | Nelson Glueck                                          | 1971       | Rabbiner und biblischer Archäologe                                           |
| 1901        | Gus Edson                                              | 1966       | Cartoonist und Comiczeichner                                                 |
| 1901        | Wolfgang Zilzer, Pseudonyme: Paul Andor, John Voight   | 1991       | deutsch-amerikanischer Schauspieler                                          |
| 1902        | Louise Beavers                                         | 1962       | Schauspielerin                                                               |
| 1902        | Isabel Bishop                                          | 1988       | Künstlerin                                                                   |
| 1902        | John Anthony King Mussio                               | 1978       | katholischer Bischof von Steubenville                                        |
| 1903        | William DeHart Hubbard                                 | 1976       | Leichtathlet                                                                 |
| 1904        | Anna Audrey Emery                                      | 1971       | Millionenerbin und Prominente                                                |
| 1904        | Libby Holman                                           | 1971       | Schauspielerin und Sängerin                                                  |
| 1904        | Louis Kronenberger                                     | 1980       | Theaterkritiker, Romanautor und Biograf                                      |
| 1904        | Millard Lazare Meiss                                   | 1975       | Kunsthistoriker                                                              |
| 1904        | Sydney Nathan                                          | 1968       | Rhythm-and-Blues-Produzent                                                   |
| 1905        | John Dierkes                                           | 1975       | Schauspieler                                                                 |
| 1906        | Fredric William Brown                                  | 1972       | Autor von Science-Fiction- und Krimiliteratur                                |
| 1906        | Alexina Duchamp, geb. Alexina Sattler                  | 1995       | Kunsthändlerin                                                               |
| 1906        | Walter Laufer                                          | 1984       | Schwimmer                                                                    |
| 1906        | Gordon Harry Scherer                                   | 1988       | Politiker (Republikanische Partei)                                           |
| 1907        | John Franklin Anderson                                 | 1948       | Diskuswerfer, Olympiasieger 1932                                             |
| 1907        | Briggs Swift Cunningham                                | 2003       | Rennfahrer, Konstrukteur und Segler                                          |
| 1907        | John William Mauchly                                   | 1980       | Physiker und Computeringenieur                                               |
| 1907        | James Mundy, gen. Jimmy Mundy                          | 1983       | Jazzsaxophonist, Komponist und Arrangeur                                     |
| 1908        | Paul Herget                                            | 1981       | Astronom                                                                     |
| 1908        | Harlan Lattimore                                       | 1980       | Jazzsänger                                                                   |
| 1908        | Earl Thomas Wagner                                     | 1990       | Politiker (Demokratische Partei)                                             |
| 1909        | John King, geb. Miller McLeod Everson                  | 1987       | Sänger und Schauspieler                                                      |
| 1910        | Robert Lloyd Drake Sr.                                 | 1975       | Unternehmer                                                                  |
| 1910        | Joseph Leo Doob                                        | 2004       | Mathematiker                                                                 |
| 1910        | Daniel Malloy Tobin, gen. Dan Tobin                    | 1982       | Schauspieler                                                                 |
| 1911        | Harry Heltzer                                          | 2005       | Manager und CEO von 3M                                                       |
| 1911        | John Lounsbery                                         | 1976       | Animator                                                                     |
| 1911        | Robert Middleton, geb. Samuel G. Messer                | 1977       | Schauspieler                                                                 |
| 1911        | Freddie Miller, geb. Frederick M. Mueller              | 1962       | Boxer im Federgewicht                                                        |
| 1911        | Leonard Franklin Slye, gen. Roy Rogers                 | 1998       | Country-Sänger und Schauspieler                                              |
| 1912        | Edwin McCarthy Lemert                                  | 1996       | Soziologe und Kriminologe                                                    |
| 1912        | Irene Manning, geb. Inez Harvout                       | 2004       | Schauspielerin                                                               |
| 1912        | Isaac Nemiroff                                         | 1977       | Komponist, Musikpädagoge und -wissenschaftler                                |
| 1913        | Ross Rocklynne, geb. Ross Louis Rocklin                | 1988       | Science-Fiction-Autor                                                        |
| 1913        | Evelyn Venable                                         | 1993       | Schauspielerin                                                               |
| 1914        | Lee Bowman                                             | 1979       | Schauspieler                                                                 |
| 1914        | Tyrone Edmund Power                                    | 1958       | Schauspieler in Film und Theater                                             |
| 1914        | Robert Joseph Wilke                                    | 1989       | Schauspieler                                                                 |
| 1915        | L. Stanley Crane                                       | 2003       | Eisenbahnmanager                                                             |
| 1915        | Joseph Ransohoff                                       | 2001       | Pionier auf dem Gebiete der Neurochirurgie                                   |
| 1916        | George Edward Arcaro, gen. Eddie Arcaro                | 1997       | Jockey                                                                       |
| 1916        | John Franklin Bardin                                   | 1981       | Schriftsteller                                                               |
| 1916        | Ruth Shaw Wylie                                        | 1989       | Komponistin                                                                  |
| 1917        | John Newland                                           | 2000       | Regisseur, Schauspieler, Produzent und Drehbuchautor                         |
| 1917        | Nadi Qamar, geb. Spaulding Givens                      | 2020       | Jazzpianist und Musikethnologe                                               |
| 1917        | Arnold Meyer Spielberg                                 | 2020       | Elektroingenieur                                                             |
| 1917        | Robert Taft                                            | 1993       | Politiker (Republikanische Partei)                                           |
| 1918        | Raymond L. Birdwhistell                                | 1994       | Ethnologe und Linguist                                                       |
| 1918        | Edward Anthony McCarthy                                | 2005       | römisch-katholischer Geistlicher und Erzbischof von Miami                    |
| 1918        | William Franklin Talbert, genannt Bill Talbert         | 1999       | Tennisspieler                                                                |
| 1919        | Robert Lowry                                           | 1994       | Schriftsteller                                                               |
| 1919        | Roy Herbert Reinhart                                   | 2005       | Paläontologe und Geologe                                                     |
| 1920        | William Breuleux Muchmore                              | 2017       | Arachnologe                                                                  |
| 1921        | Donald Daniel Clancy                                   | 2007       | Politiker, Bürgermeister von Cincinnati                                      |
| 1921        | John Joyce Gilligan                                    | 2013       | Politiker, Gouverneur von Ohio                                               |
| 1922        | Christine Williams Ayoub, geb. Christine Williams      | 2024       | Mathematikerin und Hochschullehrerin                                         |
| 1922        | Raymond Victor Franz                                   | 2010       | Zeuge Jehovas                                                                |
| 1922        | Doris Mary Ann Kappelhoff, gen. Doris Day              | 2019       | Filmschauspielerin und Sängerin                                              |
| 1922        | Thomas Samuel Kuhn                                     | 1996       | Wissenschaftsphilosoph                                                       |
| 1923        | George Allan Russell                                   | 2009       | Jazzmusiker                                                                  |
| 1923        | Albert Schwartz                                        | 1992       | Zoologe                                                                      |
| 1924        | Thomas Louis Berger                                    | 2014       | Schriftsteller                                                               |
| 1924        | William Finley Fry Jr.                                 | 2014       | Psychiater und Sachbuchautor                                                 |
| 1924        | Charles Guggenheim                                     | 2002       | Regisseur von Dokumentarfilmen                                               |
| 1924        | Donald Edward Osterbrock                               | 2007       | Astronom                                                                     |
| 1924        | Wallace Smith                                          | 1973       | Boxer im Leichtgewicht und Weltmeister                                       |
| 1925        | Robert James Hoernschemeyer genannt Bob Hoernschemeyer | 1980       | American-Football-Spieler                                                    |
| 1925        | Thomas Andrew Luken                                    | 2018       | Politiker (Demokratische Partei)                                             |
| 1926        | Joseph E. Bogen                                        | 2005       | Neurophysiologe und Neurochirurg                                             |
| 1926        | Phillip Burton                                         | 1983       | Politiker (Demokratische Partei)                                             |
| 1926        | Karl Gordon Henize                                     | 1993       | Astronaut                                                                    |
| 1926        | Kit Kapp                                               | 2013       | Ethnologe, Forschungsreisender, Kartograf und Kunstsammler                   |
| 1926        | Oscar Treadwell, geb. Arthur K. Pedersen, gen. OT      | 2006       | Jazz-Radiojournalist und Moderator                                           |
| 1927        | Paul Roesel Garabedian                                 | 2010       | Mathematiker                                                                 |
| 1927        | William John Keating                                   | 2020       | Politiker (Republikanische Partei)                                           |
| 1927        | Lillian Schwartz                                       | 2024       | Künstlerin, Pionierin der Computerkunst                                      |
| 1928        | Frank Foster                                           | 2011       | Jazzmusiker (Saxophon, Arrangement und Komposition)                          |
| 1928        | Willis David Gradison                                  |            | Politiker (Republikanische Partei)                                           |
| 1928        | Schubert Miles Ogden                                   | 2019       | methodistischer Theologe                                                     |
| 1928        | Symmes Chadwick Oliver, gen. Chad Oliver               | 1993       | Science-Fiction- und Western-Schriftsteller                                  |
| 1929        | Robert Ellsworth Ireland                               | 2012       | Organischer Chemiker                                                         |
| 1929        | Curtis Peagler                                         | 1992       | Jazz-Alt- und Tenorsaxophonist                                               |
| 1930        | Roger Browne                                           | 2024       | Schauspieler                                                                 |
| 1930        | Andrew Poysell Ireland, gen. Andy Ireland              | 2024       | Politiker                                                                    |
| 1930        | Hugh O’Neill McDevitt                                  | 2022       | Immunologe                                                                   |
| 1930        | Charlene Alexander Mitchell                            | 2022       | Politikerin                                                                  |
| 1930        | Marion Anthony Trabert, gen. Tony Trabert              | 2021       | Tennisspieler                                                                |
| 1931        | Donald David Brown                                     | 2023       | Embryologe und Entwicklungsbiologe                                           |
| 1931        | William Ramsey McCreery, gen. Bill Ramsey              | 2021       | amerikanisch-deutscher Jazz- und Schlagersänger, Journalist und Schauspieler |
| 1931        | Glen Anderson Rebka Jr.                                | 2015       | Physiker                                                                     |
| 1931        | Thomas K. Wesselmann, gen. Tom Wesselmann              | 2004       | Maler, Grafiker und Objektkünstler                                           |
| 1932        | Barry Chapman Bishop                                   | 1994       | Bergsteiger                                                                  |
| 1932        | John Lowell Burton                                     |            | Politiker (Demokratische Partei)                                             |
| 1932        | Eugene Hartzell                                        | 2000       | US-amerikanisch-österreichischer Komponist                                   |
| 1932        | Frederic Lawrence Holmes                               | 2003       | Wissenschaftshistoriker                                                      |
| 1932        | William Herbert Hudnut III.                            | 2016       | Politiker (Republikanische Partei)                                           |
| 1932        | Hari Rhodes, geb. Harry Rhodes                         | 1992       | Schauspieler und Autor                                                       |
| 1932        | Wayne Wright                                           | 2008       | Jazzmusiker                                                                  |
| 1933        | Barbara Grier                                          | 2003       | Autorin und Verlegerin                                                       |
| 1934        | Jean Spencer Ashbrook                                  |            | Politikerin (Republikanische Partei)                                         |
| 1934        | Richard Karl Bambach                                   | 2025       | Paläontologe                                                                 |
| 1934        | Thomas J. Fogarty                                      |            | Chirurg und Erfinder des Fogarty-Katheters                                   |
| 1934        | Bernard Gert                                           | 2011       | Moralphilosoph                                                               |
| 1934        | Charles Milles Manson                                  | 2017       | mehrfacher Mörder                                                            |
| 1934        | Mitchell Ryan                                          | 2022       | Schauspieler                                                                 |
| 1935        | Jim Dine                                               |            | Künstler                                                                     |
| 1935        | James Edward Huheey                                    | 2020       | Chemiker und Hochschullehrer                                                 |
| 1935        | Barry MacKay                                           | 2012       | Tennisspieler                                                                |
| 1935        | Robert Rehme                                           |            | Filmproduzent und Präsident der AMPAS                                        |
| 1935        | Collin Wilcox                                          | 2009       | Schauspielerin                                                               |
| 1936        | Gerald Brown, gen. Sonny Brown                         | ?          | Jazz-Schlagzeuger, Komponist und Musikpädagoge                               |
| 1936        | Clifford Joseph Emmich, gen. Cliff Emmich              | 2022       | Schauspieler                                                                 |
| 1936        | William Greider                                        | 2019       | Redakteur und Buchautor                                                      |
| 1936        | David Lee Hobson, gen. Dave Hobson                     | 2024       | Politiker (Republikanische Partei)                                           |
| 1936        | John Mendelsohn                                        | 2019       | Onkologe                                                                     |
| 1936        | E. William Monter                                      |            | Historiker                                                                   |
| 1937        | Gordon Brisker                                         | 2004       | Jazz-Tenorsaxophonist und -Flötist                                           |
| 1937        | Gerald Ferguson                                        | 2009       | kanadischer Maler, Konzeptkünstler und Hochschullehrer                       |
| 1937        | Joseph Salem Lelyveld                                  | 2024       | Schriftsteller und Journalist                                                |
| 1937        | Michael Joseph Longo, gen. Mike Longo                  | 2020       | Jazzmusiker                                                                  |
| 1937        | Rudolph Wurlitzer, gen. Rudy Wurlitzer                 |            | Schriftsteller, Drehbuchautor und Librettist                                 |
| 1938        | Judah Moshe Eisenberg                                  | 1998       | Kernphysiker und Hochschullehrer                                             |
| 1938        | Jerry Rubin                                            | 1994       | Aktivist                                                                     |
| 1938        | Robert Edward Turner, gen. Ted Turner                  |            | Medienunternehmer                                                            |
| 1939        | David Scott Mann                                       |            | Politiker (Demokratische Partei)                                             |
| 1939        | Gail Rowell-Ryan, geb. Gail Rowell                     |            | Friseurin und Oscarpreisträgerin                                             |
| 1940        | Harold S. Cardwell, gen. Mad Cardwell                  | 2017       | Jazzmusiker (Schlagzeug, Perkussion)                                         |
| 1940        | Roland Muhlen                                          | 2023       | Kanute                                                                       |
| 1940        | Edmund Valentine White III                             | 2025       | Schriftsteller und Essayist                                                  |
| 1941        | Carl Dobkins Jr.                                       | 2020       | Popsänger                                                                    |
| 1941        | Pete Rose                                              | 2024       | Baseballspieler und -manager                                                 |
| 1941        | Alice Swift Riginos                                    | 2019       | Altphilologin                                                                |
| 1942        | Marty Balin, geb. Martyn Jerel Buchwald                | 2018       | Rockmusiker, Gründer der Rockband „Jefferson Airplane“                       |
| 1942        | Nelson Hubert Minnich                                  |            | katholischer Kirchenhistoriker                                               |
| 1942        | Roger Thomas Staubach                                  |            | American-Football-Spieler                                                    |
| 1943        | Phelps Collins, gen. Catfish Collins                   | 2010       | Gitarrist                                                                    |
| 1943        | James Arthur Griffin, gen. Jimmy Griffin               | 2005       | Sänger, Gitarrist und Songwriter                                             |
| 1943        | Richard Streit Hamilton                                |            | Mathematiker                                                                 |
| 1943        | John Michael Krois                                     | 2010       | Cassirer-Experte                                                             |
| 1943        | Donna Carol Kurtz                                      |            | Klassische Archäologin                                                       |
| 1943        | James Lawrence Levine                                  | 2021       | Konzertdirigent und Pianist                                                  |
| 1943        | Joseph Marioni                                         | 2024       | Maler                                                                        |
| 1943        | Brenda Scott, geb. Brenda Jean Smith                   |            | Schauspielerin                                                               |
| 1943        | Judith Scott                                           | 2005       | Textilkünstlerin                                                             |
| 1943        | David Evans Skaggs                                     |            | Politiker (Demokratische Partei)                                             |
| 1944        | John E. Bercaw                                         |            | Chemiker                                                                     |
| 1944        | Philip DeGuere Jr.                                     | 2005       | Drehbuchautor                                                                |
| 1944        | John Albert O’Steen                                    |            | Automobilrennfahrer                                                          |
| 1945        | Suzanne Farrell, geb. Roberta Sue Ficker               |            | Balletttänzerin                                                              |
| 1945        | Gloria Richetta Jones                                  |            | Sängerin und Songwriterin                                                    |
| 1945        | Kenneth Ray Sprague                                    |            | Bodybuilder, Lehrer, Autor, Model, Pornodarsteller und Unternehmer           |
| 1946        | Steven Allan Spielberg                                 |            | Regisseur, Produzent und Drehbuchautor                                       |
| 1947        | Kenny Poole                                            | 2006       | Jazzgitarrist                                                                |
| 1947        | Tom Abraham Rapoport                                   |            | deutsch-amerikanischer Biochemiker und Hochschullehrer                       |
| 1948        | Robert Daniel Conlon                                   |            | Geistlicher und römisch-katholischer Bischof von Joliet in Illinois          |
| 1948        | Abiodun Oyewole                                        |            | Lyriker und Perkussionist                                                    |
| 1948        | David Quammen                                          |            | Schriftsteller und Wissenschaftsjournalist                                   |
| 1948        | Michael Rapoport                                       |            | österreichischer Mathematiker                                                |
| 1948        | Kathleen Gilligan Sebelius                             |            | Politikerin                                                                  |
| 1948        | Susan Elizabeth Phillips                               |            | Autorin                                                                      |
| 1949        | Joan Siefert Brugge                                    |            | Molekularbiologin und Krebsforscherin                                        |
| 1949        | Craig Lee Fuller                                       |            | Musiker, Countryrock-Sänger und -Gitarrist                                   |
| 1949        | Frank M. Tribble                                       | 2013       | Jazzgitarrist                                                                |
| 1950        | Daniel von Bargen                                      | 2015       | Schauspieler                                                                 |
| 1950        | John Henry Diehl                                       |            | Schauspieler                                                                 |
| 1950        | Harold Erickson                                        |            | Autor, Journalist, Filmkritiker und Medienhistoriker                         |
| 1950        | Dwight Trible                                          |            | Jazzsänger                                                                   |
| 1951        | Charles David Allis                                    | 2023       | Biologe und Hochschullehrer                                                  |
| 1951        | William Collins, gen. Bootsy Collins                   |            | Musiker, Bassist                                                             |
| 1951        | Charles J. Luken                                       |            | Politiker (Demokratische Partei)                                             |
| 1951        | Jeannette Marie Hoffman Schmidt, gen. Jean Schmidt     |            | Politikerin (Republikanische Partei)                                         |
| 1951        | Patricia Wettig                                        |            | Schauspielerin                                                               |
| 1952        | Michael Cunningham                                     |            | Autor von Büchern und Drehbüchern                                            |
| 1952        | Timothy Joseph DeZarn, gen. Tim DeZarn                 |            | Schauspieler                                                                 |
| 1952        | Kathleen Ann Goonan                                    | 2021       | Science-Fiction-Autorin                                                      |
| 1952        | Barry Ries                                             |            | Jazztrompeter und -hornist                                                   |
| 1952        | Billy Ward                                             |            | Jazzschlagzeuger                                                             |
| 1953        | Frank Timothy Brogan                                   |            | Politiker                                                                    |
| 1953        | Steven Joseph Chabot, gen. Steve Chabot                |            | Politiker (Republikanische Partei)                                           |
| 1953        | Michael Dine                                           |            | Theoretischer Physiker                                                       |
| 1953        | Ralph Morris Penland                                   | 2014       | Jazzschlagzeuger                                                             |
| 1953        | Wendy Robie                                            |            | Schauspielerin                                                               |
| 1954        | James Mark Borgman, gen. Jim Borgman                   |            | Comiczeichner und Karikaturist                                               |
| 1954        | Andrew Robert Lee Cayton                               | 2015       | Historiker                                                                   |
| 1954        | Steve Gerard Niehaus                                   |            | American-Football-Spieler                                                    |
| 1955        | Joseph Robert Binzer                                   |            | römisch-katholischer Geistlicher und Weihbischof in Cincinnati               |
| 1955        | Mark Boone Junior, geb. Mark Heidrich                  |            | Schauspieler                                                                 |
| 1955        | Matthew Gregory Elshoff                                |            | Ordensgeistlicher, Weihbischof in Los Angeles                                |
| 1955        | Julie Hagerty                                          |            | Schauspielerin und Fotomodell                                                |
| 1955        | Fred Hersch                                            |            | Jazzpianist und -komponist                                                   |
| 1955        | Jennifer Jo Kemp, gen. Jenny Kemp                      |            | Schwimmerin, Olympiasiegerin 1972                                            |
| 1955        | Stanley Joseph Lynch, gen. Stan Lynch                  |            | Songschreiber und Musikproduzent                                             |
| 1955        | Michael Eugene Mangold, gen. Mike Mangold              | 2015       | Pilot und Kunstflugpilot                                                     |
| 1955        | Robert Jones Portman, gen. Rob Portman                 |            | Politiker (Republikanische Partei)                                           |
| 1955        | Aaron Pryor                                            | 2016       | Boxer, Weltmeister                                                           |
| 1955        | Peter Wiley                                            |            | Cellist, Kammermusiker und Musikpädagoge                                     |
| 1956        | Donald Michael Hilvert                                 |            | Chemiker                                                                     |
| 1956        | Jeffrey Robert Immelt                                  |            | Wirtschaftsmanager, Chairman von General Electric                            |
| 1956        | Darrell Owen Pace                                      |            | Bogenschütze und zweifacher Olympiasieger                                    |
| 1956        | Antonio Marquis Reid, gen. L.A. Reid                   |            | Musikproduzent                                                               |
| 1956        | Peter G. Schultz                                       |            | Chemiker                                                                     |
| 1957        | Deena Deardurff Schmidt, geb. Deena Diane Deardurff    |            | Schwimmerin, Olympiasiegerin 1972                                            |
| 1958        | Stephen Austria, gen. Steve Austria                    |            | Politiker (Republikanische Partei)                                           |
| 1958        | Curt Fraser                                            |            | Eishockeystürmer                                                             |
| 1958        | Tony Tubbs                                             |            | Boxer, Weltmeister im Schwergewicht                                          |
| 1958        | Brad Robert Wenstrup                                   |            | Politiker                                                                    |
| 1960        | Vicki Lewis                                            |            | Schauspielerin, Bühnendarstellerin und Synchronsprecherin                    |
| 1960        | Tony Miceli                                            |            | Jazzmusiker                                                                  |
| 1960        | Julie Schwartz                                         |            | Rabbinerin, Militärseelsorgerin in der US Navy                               |
| 1961        | Nicholas John Conard                                   |            | Archäologe und Museumsdirektor in Blaubeuren                                 |
| 1961        | Scott Johnson                                          |            | Turner                                                                       |
| 1961        | Darryl Scott Meadows                                   |            | American-Football-Spieler                                                    |
| 1962        | Brian William Pillman                                  | 1997       | American-Football-Spieler und Wrestler                                       |
| 1962        | Robert Warren Schaffer, gen. Bob Schaffer              |            | Politiker (Republikanische Partei)                                           |
| 1963        | Donald Kirk Braden, gen. Don Braden                    |            | Tenorsaxophonist, Komponist und Arrangeur des Hardbop und Mainstream Jazz    |
| 1963        | Jeffrey Martin Carney                                  |            | Agent der DDR                                                                |
| 1963        | Roscoe Fulton Carroll, gen. Rocky Carroll              |            | Schauspieler                                                                 |
| 1963        | Kris Feddersen                                         |            | Freestyle-Skier                                                              |
| 1964        | Steve DeVries                                          |            | Tennisspieler                                                                |
| 1964        | Stephen Geoffrey Miller, gen. Stephen Geoffreys        |            | Schauspieler                                                                 |
| 1964        | Karen Marie Moning                                     |            | Autorin der Urban Fantasy                                                    |
| 1964        | John Henry Thomas Jr.                                  |            | American-Football-Spieler                                                    |
| 1964        | Nate Tubbs                                             |            | Boxer                                                                        |
| 1965        | Geoffrey Franklin Miller                               |            | Psychologe und Evolutionsbiologe                                             |
| 1966        | Steven Leo Driehaus, gen. Steve Driehaus               |            | Politiker (Demokratische Partei)                                             |
| 1966        | David Christopher Justice                              |            | Baseballspieler                                                              |
| 1966        | Elizabeth Mitchell, gen. Betsy Mitchell                |            | Schwimmerin, Olympiasiegerin                                                 |
| 1967        | Larry Ali Donald                                       |            | Boxer                                                                        |
| 1967        | Stephen Flesch, gen. Steve Flesch                      |            | Profigolfer                                                                  |
| 1968        | Tyrone Hill                                            |            | Basketballspieler                                                            |
| 1968        | Reggie Strickland, Kampfnamen: Reggie Buse / Raglin    |            | Boxer                                                                        |
| 1969        | Darren Hunter Anderson                                 |            | American-Football-Spieler                                                    |
| 1969        | Heidi Hudson Leick, gen. Hudson Leick                  |            | Schauspielerin                                                               |
| 1969        | Kathryn Morris                                         |            | Schauspielerin                                                               |
| 1969        | Diana-Maria Riva, geb. Diana-Maria Uhlenbrock          |            | Schauspielerin                                                               |
| 1969        | Hal Harry Magee Sparks III                             |            | Schauspieler, Komiker und Sänger                                             |
| 1970        | Nicholas Michael Angelich                              | 2022       | Pianist                                                                      |
| 1970        | Robert John Burck, gen. Naked Cowboy                   |            | Straßenmusiker                                                               |
| 1970        | Todd Louiso                                            |            | Schauspieler, Filmregisseur und Drehbuchautor                                |
| 1971        | Timothy Austin, gen. Tim Austin                        |            | Boxer und Weltmeister                                                        |
| 1971        | Matthew Donald Berninger, gen. Matt Berninger          |            | Frontmann und Sänger der Indie-Rock-Band The National                        |
| 1972        | Jon Osborne                                            |            | Journalist und Schriftsteller                                                |
| 1973        | Rebecca Jo Budig                                       |            | Schauspielerin und Moderatorin                                               |
| 1973        | Christopher William Ensminger, gen. Chris Ensminger    |            | Basketballspieler                                                            |
| 1973        | D’Andre M. Hill                                        |            | Sprinterin                                                                   |
| 1973        | Joseph Bernard Hudepohl, gen. Joe Hudepohl             |            | Schwimmer, olympischer Medaillengewinner                                     |
| 1973        | Brett Milton Wetterich                                 |            | Profigolfer                                                                  |
| 1973        | Micah Sierra Williams, gen. Katt Williams              |            | Comedian, Schauspieler und Rapper                                            |
| 1974        | Michael John Bell                                      | 2021       | Baseballspieler                                                              |
| 1974        | Richard Jay Franklin II, gen. Rich Franklin            |            | Mixed-Martial-Arts-Kämpfer                                                   |
| 1974        | Gary Hall Jr.                                          |            | Schwimmer                                                                    |
| 1974        | Nnedimma Nkemdili Okorafor, gen. Nnedi Okorafor        |            | nigerianisch-amerikanische Schriftstellerin und Hochschullehrerin            |
| 1975        | Michael Booker                                         |            | American-Football-Spieler                                                    |
| 1975        | Elizabeth Curtis Sittenfeld                            |            | Schriftstellerin                                                             |
| 1976        | Matthew Joseph Harpring, gen. Matt Harpring            |            | Basketballspieler                                                            |
| 1976        | Henry Jude Radel III, gen. Trey Radel                  |            | Journalist und Politiker                                                     |
| 1976        | Michael Maniaci                                        |            | Countertenor                                                                 |
| 1976        | Eric Taylor                                            |            | Basketballspieler                                                            |
| 1976        | Bryan Daniel Volpenhein                                |            | Ruderer, Olympiasieger und dreimaliger Weltmeister                           |
| 1977        | Edward Arron                                           |            | Musiker, Cellist                                                             |
| 1977        | Amanda Borden                                          |            | Turnerin                                                                     |
| 1977        | Paul Hornschemeier                                     |            | Comic-Zeichner, Graphic Novelist                                             |
| 1977        | Sara Jay Taylor, gen. Sara Jay                         |            | Pornodarstellerin und -regisseurin                                           |
| 1977        | Amanda Tepe                                            |            | Schauspielerin                                                               |
| 1978/81     | Gabrielle Dennis                                       |            | Schauspielerin                                                               |
| 1978        | Heather Blaine Mitts Feeley, geb. Heather Blaine Mitts |            | Fußballspielerin                                                             |
| 1979        | Stephanie Heinrich                                     |            | Fotomodell                                                                   |
| 1979        | Margot Shumway                                         |            | Ruderin                                                                      |
| 1979        | Kevin Edmund Youkilis                                  |            | Baseballspieler                                                              |
| 1980        | Brandon Lamar Hunter                                   | 2023       | Basketballspieler                                                            |
| 1981        | Amber Campbell                                         |            | Hammerwerferin                                                               |
| 1981        | Steven Michael Esterkamp                               |            | Basketballspieler                                                            |
| 1981        | Floriana Elizabeth Lima                                |            | Schauspielerin                                                               |
| 1981        | Ricardo Williams Jr.                                   |            | Boxer                                                                        |
| 1982        | David Thorn Payne                                      |            | Hürdenläufer                                                                 |
| 1983        | Tiffany Hines                                          |            | Schauspielerin                                                               |
| 1983        | Beckham David Wyrick                                   |            | Basketballspieler                                                            |
| 1984        | Marc Burch                                             |            | Fußballspieler                                                               |
| 1984        | Quantez Robertson                                      |            | Basketballspieler                                                            |
| 1984        | Jessica Madison Wright                                 | 2006       | Schauspielerin                                                               |
| 1985        | Justin Joseph Doellman                                 |            | Basketballspieler                                                            |
| 1985        | Kevin Huber                                            |            | American-Football-Spieler                                                    |
| 1985        | Jonathan David Good, gen. Jon Moxley, Dean Ambrose     |            | Wrestler                                                                     |
| 1985        | Vivek Ramaswamy                                        |            | Unternehmer und politischer Aktivist                                         |
| 1986        | Carly Gullickson                                       |            | Tennisspielerin                                                              |
| 1986        | Nicholas Brewer Thoman, gen. Nick Thoman               |            | Schwimmer                                                                    |
| 1986        | Eric Wood                                              |            | American-Football-Spieler                                                    |
| 1987        | Adam Gregory                                           |            | Schauspieler                                                                 |
| 1987        | Jake McQuaide                                          |            | American-Football-Spieler                                                    |
| 1987        | Vance Jack Walker                                      |            | American-Football-Spieler                                                    |
| 1987        | Rau’Shee Warren                                        |            | Boxer                                                                        |
| 1988        | Geneviève Boehmer                                      |            | Schauspielerin mit deutschen und südafrikanischen Wurzeln                    |
| 1988        | Russell Carrington Wilson                              |            | American-Football-Spieler                                                    |
| 1989        | Luke Robert Babbitt                                    |            | Basketballspieler                                                            |
| 1989        | Adrien Broner                                          |            | Boxer                                                                        |
| 1989        | Victoria Lauren Huster, gen. Tori Huster               |            | Fußballspielerin                                                             |
| 1989        | Eric Quigley                                           |            | Tennisspieler                                                                |
| 1989        | Kyle Daniel Rudolph                                    |            | American-Football-Spieler                                                    |
| 1990        | Rachael Alexis Adams                                   |            | Volleyballspielerin                                                          |
| 1990        | Andrew Dennis Biersack, gen. Andy Biersack             |            | Sänger (Black Veil Brides)                                                   |
| 1990        | Carlos Hyde                                            |            | American-Football-Spieler                                                    |
| 1990        | Luke Kleintank                                         |            | Schauspieler                                                                 |
| 1990        | Peter Kobelt                                           |            | Tennisspieler                                                                |
| 1991        | Aubrey Renee Kingsbury, geb. Aubrey Renee Bledsoe      |            | Fußballtorhüterin                                                            |
| 1991        | Luke August Kuechly                                    |            | American-Football-Spieler                                                    |
| 1991        | Kiandra Layne, gen. KiKi Layne                         |            | Schauspielerin                                                               |
| 1992        | Nicholas Hagglund, gen. Nick Hagglund                  |            | Fußballspieler                                                               |
| 1992        | DeShane Davis Larkin, gen. Shane Larkin                |            | US-amerikanisch-türkischer Basketballspieler                                 |
| 1992        | Kelley Mack, geb. Kelley Klebenow                      | 2025       | Schauspielerin                                                               |
| 1992        | Bridget Elizabeth Sloan                                |            | Turnerin                                                                     |
| 1993        | Nicole Gibbs                                           |            | Tennisspielerin                                                              |
| 1993        | Alaina Hicks, gen. Bonnie Rotten                       |            | Pornodarstellerin, -regisseurin und Fotomodell                               |
| 1994        | Otto Warmbier                                          | 2017       | Student; in Nordkorea inhaftiert gewesen                                     |
| 1995        | Rosemary Kathleen Lavelle, gen. Rose Lavelle           |            | Fußballspielerin                                                             |
| 1996        | Mike Edwards                                           |            | American-Football-Spieler                                                    |
| 1996        | Austin Michael North                                   |            | Schauspieler                                                                 |
| 1996        | Jo Ellen Pellman                                       |            | Schauspielerin                                                               |
| 1998        | John McNally                                           |            | Tennisspieler                                                                |
| 1998        | Jeffrey John Wolf, gen. J. J. Wolf                     |            | Tennisspieler                                                                |
| 2000        | Darius Denayr Bazley                                   |            | Basketballspieler                                                            |
| 2000        | Charles A. H. Flaherty                                 |            | puerto-ricanischer Skirennläufer                                             |
| 2000        | Ivan Pace Jr.                                          |            | American-Football-Spieler                                                    |
| 2001        | Paris Johnson Jr.                                      |            | American-Football-Spieler                                                    |
| 2001        | Catherine McNally, gen. Caty McNally                   |            | Tennisspielerin                                                              |
| 2001        | Peyton Stearns                                         |            | Tennisspielerin                                                              |
| 2002        | Quinn Dehlinger                                        |            | Freestyle-Skier                                                              |
| 2004        | William Cabot Flaherty                                 |            | puerto-ricanischer Skirennläufer                                             |
| 2004        | Lillian Lippeatt, gen. Lilly Lippeatt                  |            | Kunstturnerin                                                                |
| 2004        | Eleana Yu                                              |            | Tennisspielerin                                                              |
| 2005        | Darren Watkins Jr., gen. IShowSpeed                    |            | Webvideoproduzent, Sänger                                                    |
|             | Carin Levine                                           |            | Musikerin, Flötistin                                                         |